# Vol 714 pour Sydney
Vous lisez un « article de qualité » labellisé en 2024.

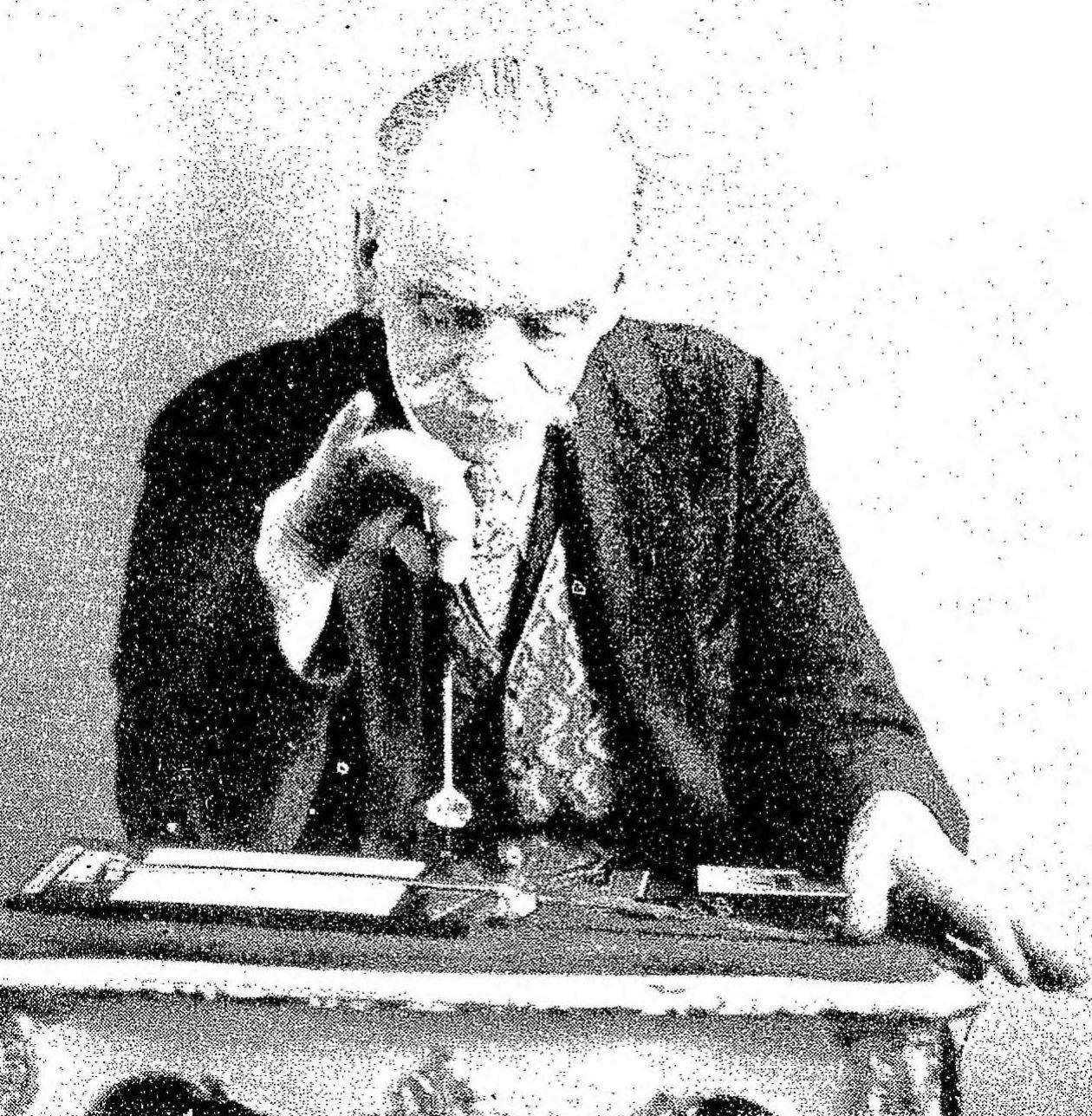
Comme Alfred Bovis, le professeur Tournesol est un adepte de la radiesthésie.

Vol 714 pour Sydney est le vingt-deuxième album de la série de bande dessinée Les Aventures de Tintin, créée par le dessinateur belge Hergé. L'histoire est d'abord pré-publiée du 27 septembre 1966 au 28 novembre 1967 dans les pages du journal Tintin, avant d'être éditée en album aux éditions Casterman en 1968.
Dans cette aventure, Tintin retrouve son ennemi de toujours, Rastapopoulos, qui organise le détournement de l'avion du milliardaire Laszlo Carreidas en vue de lui extorquer des fonds placés sur un compte secret. L'intrigue est fortement influencée par les articles de la revue Planète dont l'un des fondateurs, Jacques Bergier, est croqué dans l'album sous les traits de Mik Ezdanitoff. L'album évoque la possibilité d'une forme de vie extraterrestre en communication avec la Terre. L'île volcanique fictive de Pulau-Pulau Bompa, en Indonésie, où sont retenus les héros, renferme une grotte souterraine ornée de têtes monumentales et de pétroglyphes témoignant de leur passage. Hergé reprend ainsi la théorie des anciens astronautes qui connaît un certain retentissement dans l'opinion publique à l'époque de la création de l'album.
Alors qu'il commence à cette époque à se désintéresser de son héros de papier, Hergé doit pourtant faire travailler l'équipe d'artistes des Studios Hergé. Après s'être fourvoyé dans une première version inachevée de Tintin et les Picaros, le dessinateur retrouve inspiration et motivation en assouvissant son goût pour l'ésotérisme et pour le surnaturel. L'album est l'un de ceux qui accordent une large place au fantastique dans la série. Les phénomènes paranormaux se succèdent tout au long du récit, de la télépathie à la présence d'ovnis en passant par l'hypnose et par la radiesthésie.
Beau succès commercial, Vol 714 pour Sydney est critiqué par de nombreux spécialistes de l'œuvre d'Hergé comme une aventure « inutile » ou « un album de trop », ou accusant le déclin de sa maîtrise graphique. L'immersion extrême dans le paranormal est également mise en cause. L'auteur poursuit la déconstruction de l'univers de son héros, plus encore qu'il ne l'avait fait dans l'album précédent, Les Bijoux de la Castafiore. Il se plaît à ridiculiser les personnages de méchants et fait disparaître la frontière entre le Bien et le Mal à travers l'ambiguïté du personnage de Laszlo Carreidas. Tintin apparaît comme dépossédé de l'aventure.

## L'histoire

### Résumé

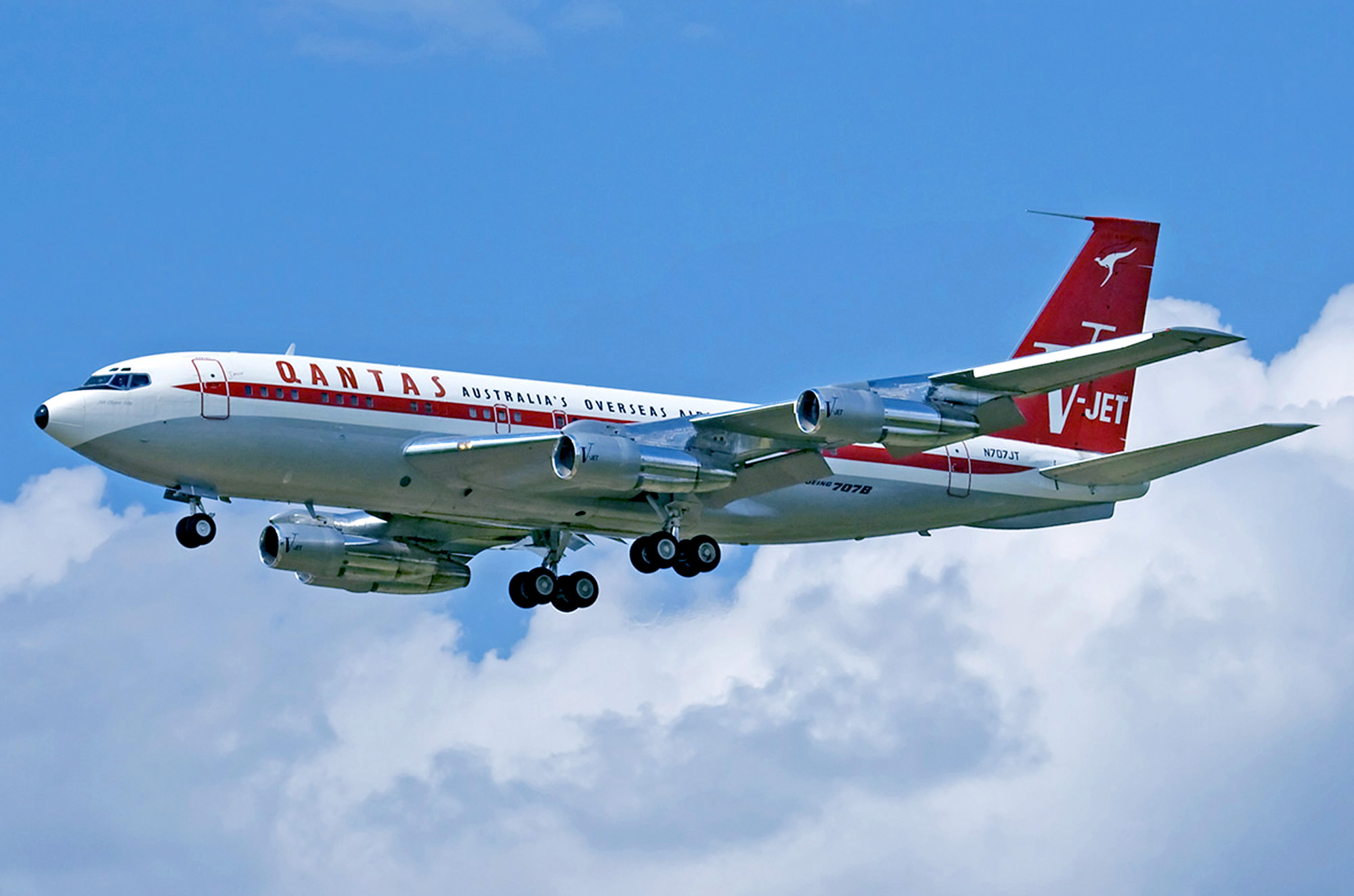
Tintin, Milou, Haddock et Tournesol voyagent à bord du Boeing 707 de la compagnie Qantas assurant la liaison Londres-Sydney.

Tintin, Milou, le capitaine Haddock et le professeur Tournesol sont en route pour Sydney où ils doivent assister à un congrès d'astronautique, étant les premiers hommes à avoir marché sur la Lune. Ils font escale sur l'aéroport de Kemayoran, à Jakarta où ils rencontrent par hasard le pilote estonien Piotr Szut, apparu dans Coke en stock et travaillant désormais pour le milliardaire Laszlo Carreidas. Ce dernier, lui-même en route pour l'Australie, invite Tintin et ses amis à bord de son jet privé, le Carreidas 160.
Pendant le vol, l'avion est détourné vers l'île volcanique de Pulau-Pulau Bompa, où Rastapopoulos et son lieutenant Allan Thompson entendent soutirer à Carreidas le numéro d'un compte bancaire secret en utilisant un sérum de vérité mis au point par le docteur Krollspell. Les héros sont capturés et enfermés dans un bunker, mais Tintin trompe la vigilance des gardiens sondonésiens, alliés de Rastapopoulos, et libère ses amis. Avec l'aide du capitaine Haddock, il délivre ensuite Laszlo Carreidas mais leur situation est délicate, prisonniers de l'île et poursuivis par les malfaiteurs. Dans le même temps, le professeur Tournesol, comme indifférent aux événements qui l'entourent, enregistre de très fortes oscillations avec son pendule. Tintin est mystérieusement guidé par des voix intérieures qui lui indiquent l'entrée d'une grotte souterraine où les héros trouvent refuge. La cavité est en fait l'entrée d'un temple souterrain où ils rencontrent Mik Ezdanitoff, un « initié » pratiquant la télépathie et l'hypnose et qui se présente à eux comme un intermédiaire entre la Terre et des extraterrestres qui visitent l'île depuis des millénaires.
Rastapopoulos et Allan cherchent à dynamiter l'entrée de la grotte alors que les Sondonésiens refusent d'y pénétrer. Plusieurs séismes se produisent, annonçant l'imminence d'une éruption volcanique, et l'explosion provoquée par les bandits accélère le phénomène. Les héros sont évacués à l'aide d'une « soucoupe volante » convoquée par Mik Ezdanitoff, cependant que ce dernier prend soin d'effacer ces événements de leur mémoire.

Une « soucoupe volante » photographiée en 1952 aux États-Unis.

Rastapopoulos et ses comparses tentent de fuir l'île à bord d'un canot pneumatique. Ils sont enlevés à leur tour par les extraterrestres qui déposent Tintin et ses amis à leur place. Retrouvés sains et saufs, les héros manifestent leur incompréhension dans un reportage télévisé : Milou, seul personnage à avoir conservé tous ses souvenirs, ne peut les révéler, tandis que le professeur Tournesol dit avoir retrouvé dans sa poche un objet d'origine extraterrestre. Rastapopoulos et ses complices sont conduits dans un endroit tenu secret, à l'exception du docteur Krollspell, errant près de New Delhi, en Inde, complètement amnésique.
Dans la dernière vignette de l'album, Tintin et ses compagnons embarquent à bord du vol 714 qui doit finalement les conduire à Sydney.

### Personnages
Héros de la série, Tintin voyage à destination de Sydney en compagnie du capitaine Haddock, du professeur Tournesol et de Milou. Plusieurs personnages effectuent leur retour dans cet album, parmi lesquels le « génie du mal » Roberto Rastapopoulos et son fidèle lieutenant Allan Thompson. Haddock et Tintin retrouvent également le pilote d'avion Piotr Szut, rencontré en mer Rouge dans Coke en stock. Séraphin Lampion fait une brève apparition à la fin de l'album, entouré de sa famille.

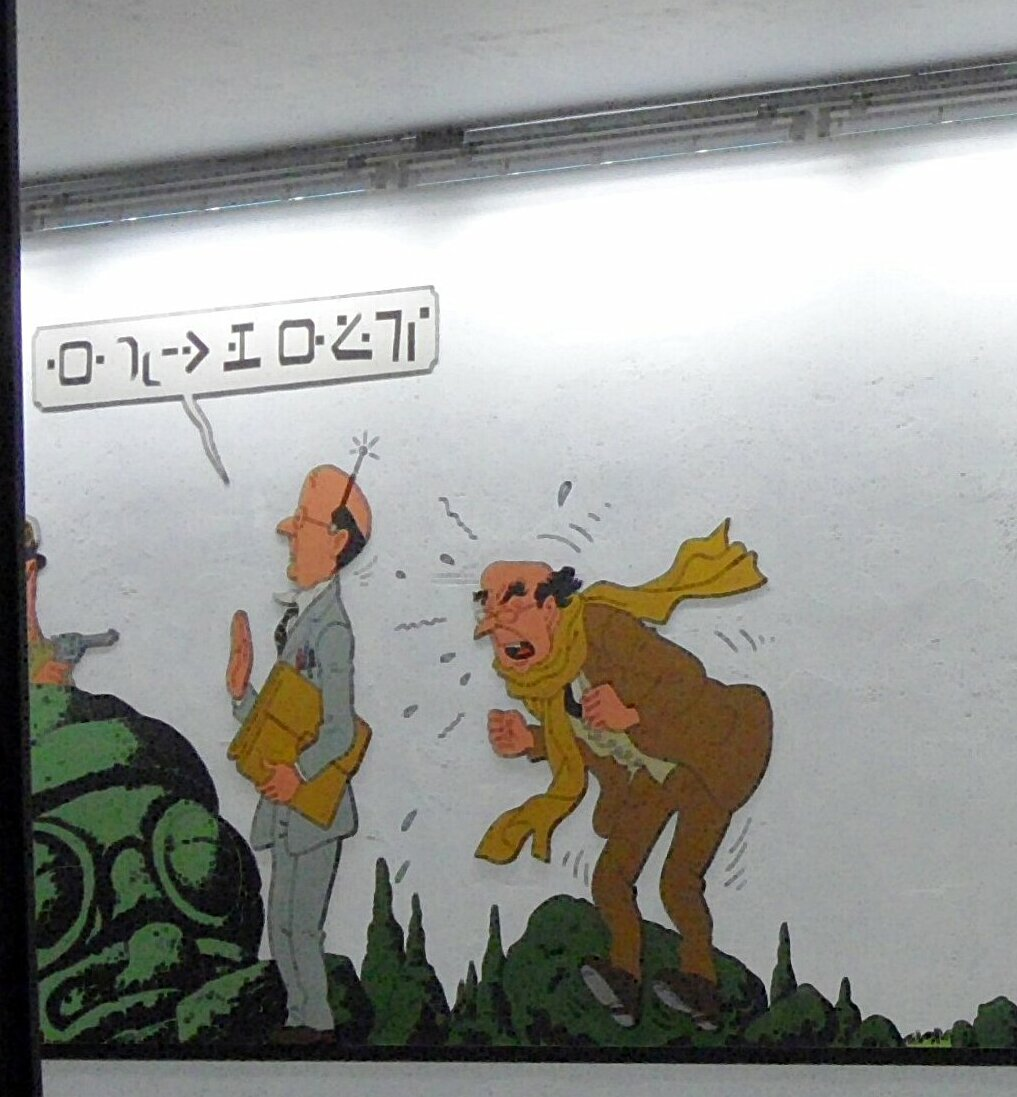
Mik Ezdanitoff et Laszlo Carreidas à la station Stockel du métro de Bruxelles.

D'autres personnages font leur première apparition. Mik Ezdanitoff, qui travaille à la revue Comète, se dit en relation avec une civilisation extraterrestre avec laquelle il communique par télépathie pour les informer des activités humaines dans tous les domaines. Il pratique également l'hypnose et aide les héros à s'échapper de l'île en appelant une soucoupe volante. Laszlo Carreidas est un milliardaire antipathique et interlope, surnommé « l'homme-qui-ne-rit-jamais ». Avare et tricheur, maniaque et hypocondriaque, il est profondément attaché à son chapeau,. Son secrétaire britannique, Spalding, le trahit en réunissant une équipe de malfaiteurs aux ordres de Rastapopoulos — notamment l'opérateur radio-navigant Hans Boehm, qui intègre l'équipage à Singapour, ainsi que le copilote Paolo Colombani, engagé à Téhéran pour remplacer le précédent, tombé malade. Le docteur Krollspell, directeur d'un institut psychiatrique de New Delhi et complice de Rastapopoulos, met au point un sérum de vérité destiné à faire parler Laszlo Carreidas. À l'inverse, le steward napolitain Gino n'est pas membre du complot. Il est fait prisonnier comme Tintin et ses amis à son arrivée sur l'île.
Comme dans Tintin au Tibet, les détectives Dupond et Dupont, pourtant parmi les personnages récurrents de la série, sont absents de l'aventure.

### Lieux visités

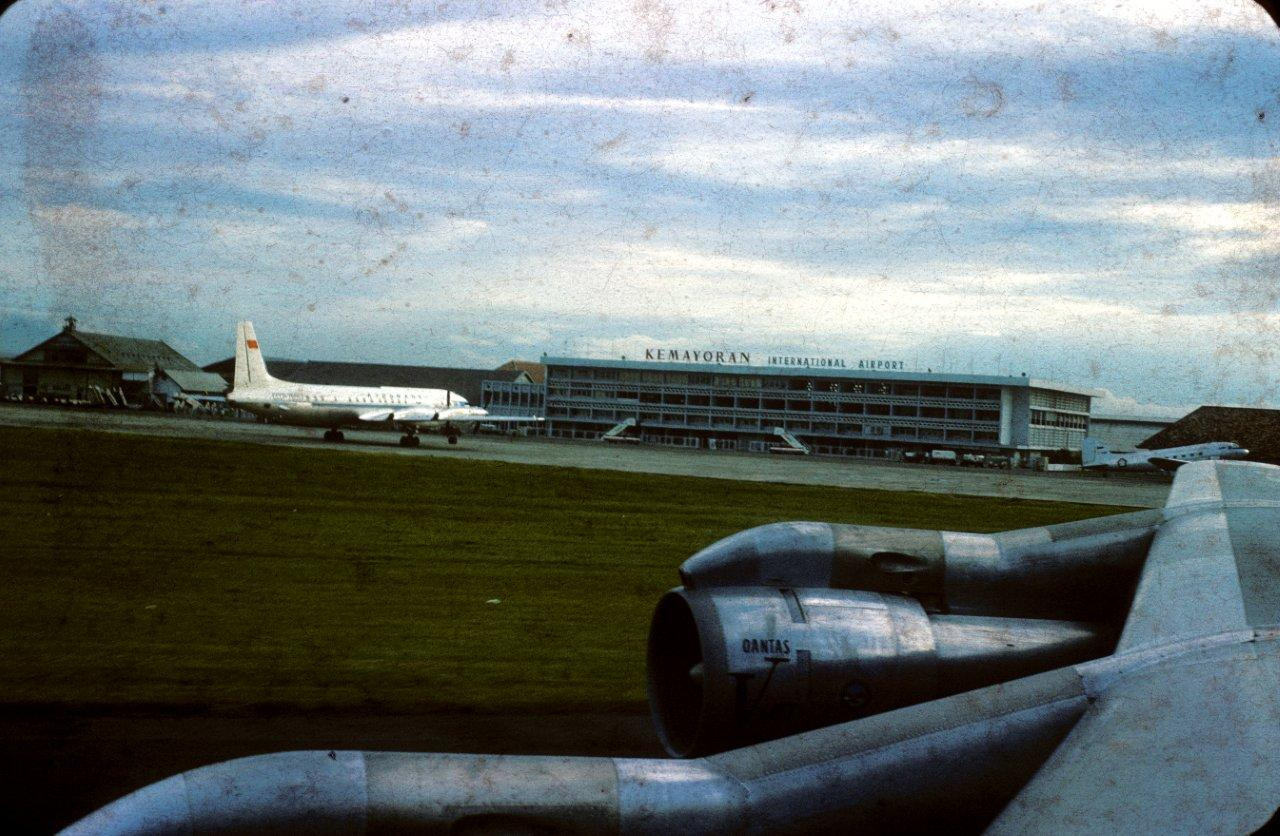
L'aéroport de Kemayoran au début des années 1970.

Le début de l'aventure se déroule à l'aéroport de Kemayoran près de Jakarta, sur l'île de Java, en Indonésie. Après le détournement de leur avion, les héros sont conduits sur l'île volcanique imaginaire de Pulau-Pulau Bompa, dans l'océan Pacifique, parmi les îles de la Sonde.
Les renseignements fournis par Hergé dans l'album permettent de déterminer approximativement la position de cette île fictive. La radio émettant sur la plage de l'île après l'éruption volcanique déclare que celle-ci se situe dans la mer de Célèbes, un haut lieu de la piraterie à laquelle se livrent justement Rastapopoulos et ses complices. Peu avant son détournement, l'avion de Carreidas survole d'abord le radiophare de Mataram, sur l'île de Lombok, la suite du plan de vol prévoyant qu'il passe par Sumbawa, Florès et Timor. À partir de là, les pirates échappent à la zone de contrôle de Makassar, dans laquelle ils se trouvent et, au lieu d'entrer dans celle de Darwin, comme il est prévu initialement, ils se posent sur l'île fictive. Celle-ci se trouve donc en Indonésie, plus particulièrement parmi les îles de la Sonde, une des régions du monde les plus soumises à l'activité volcanique.
Après leur repêchage en pleine mer, Tintin et ses amis sont hospitalisés à l'hôpital de Jakarta, à la sortie duquel ils sont interviewés. Plusieurs cases de l'album montrent Séraphin Lampion et sa famille regardant ce reportage à la télévision depuis leur domicile.

## Création de l'œuvre

### Contexte d'écriture

#### Lassitude d'Hergé, malgré le succès

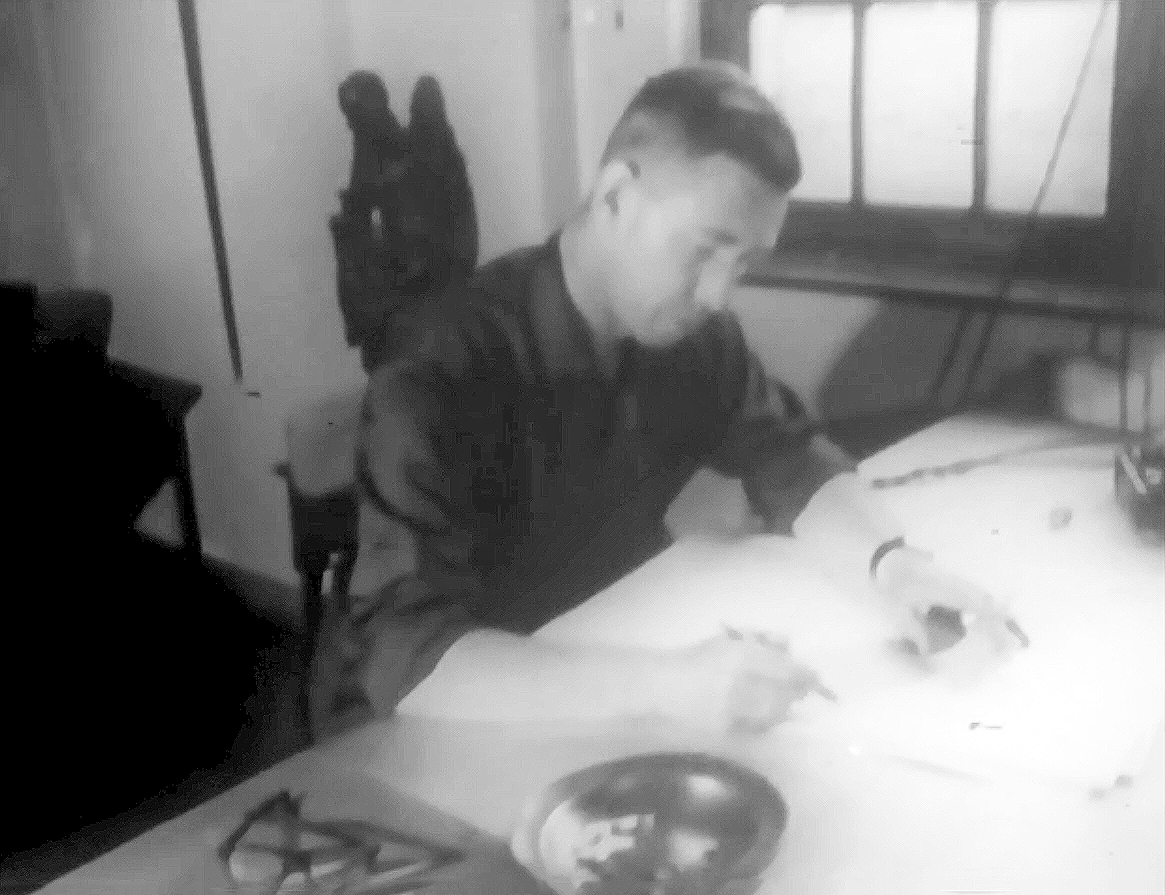
Hergé en 1962, travaillant sur une planche des Bijoux de la Castafiore, dans sa maison de Céroux-Mousty.

Au début des années 1960, Tintin devient une icône internationale. L'œuvre d'Hergé commence à être étudiée par les universitaires et la presse des plus sérieuses. Malgré la publication récente de deux albums considérés comme des chefs-d'œuvre — Tintin au Tibet et Les Bijoux de la Castafiore —, Hergé semble se désintéresser de plus en plus des Aventures de Tintin, pourtant en plein apogée commercial. Déjà dans l'immédiat après-guerre, l'auteur semble déplorer les limitations des possibilités expressives de la bande dessinée et se rend compte qu'il ne peut plus créer des aventures avec la facilité et l'évidence d'avant, mais au prix d'un grand labeur.
Depuis 1960, il vit avec sa jeune coloriste Fanny Vlamynck, pour laquelle il a quitté son épouse Germaine, après quatre années de liaison. De nombreuses occupations le détournent de son travail, en particulier sa nouvelle passion pour l'art moderne et l'art contemporain, qui lui prend d'autant plus de temps qu'il s'essaie lui-même à la peinture,. L'auteur prend des vacances de plus en plus régulières et longues, notamment en Ardenne, en Suisse, ou en Italie. Hergé qui, à l'inverse de son héros, n'a que peu voyagé, multiplie désormais les destinations lointaines : il visite notamment la Tunisie à l'occasion d'une croisière en Méditerranée en 1963, puis voyage au Québec en 1965.

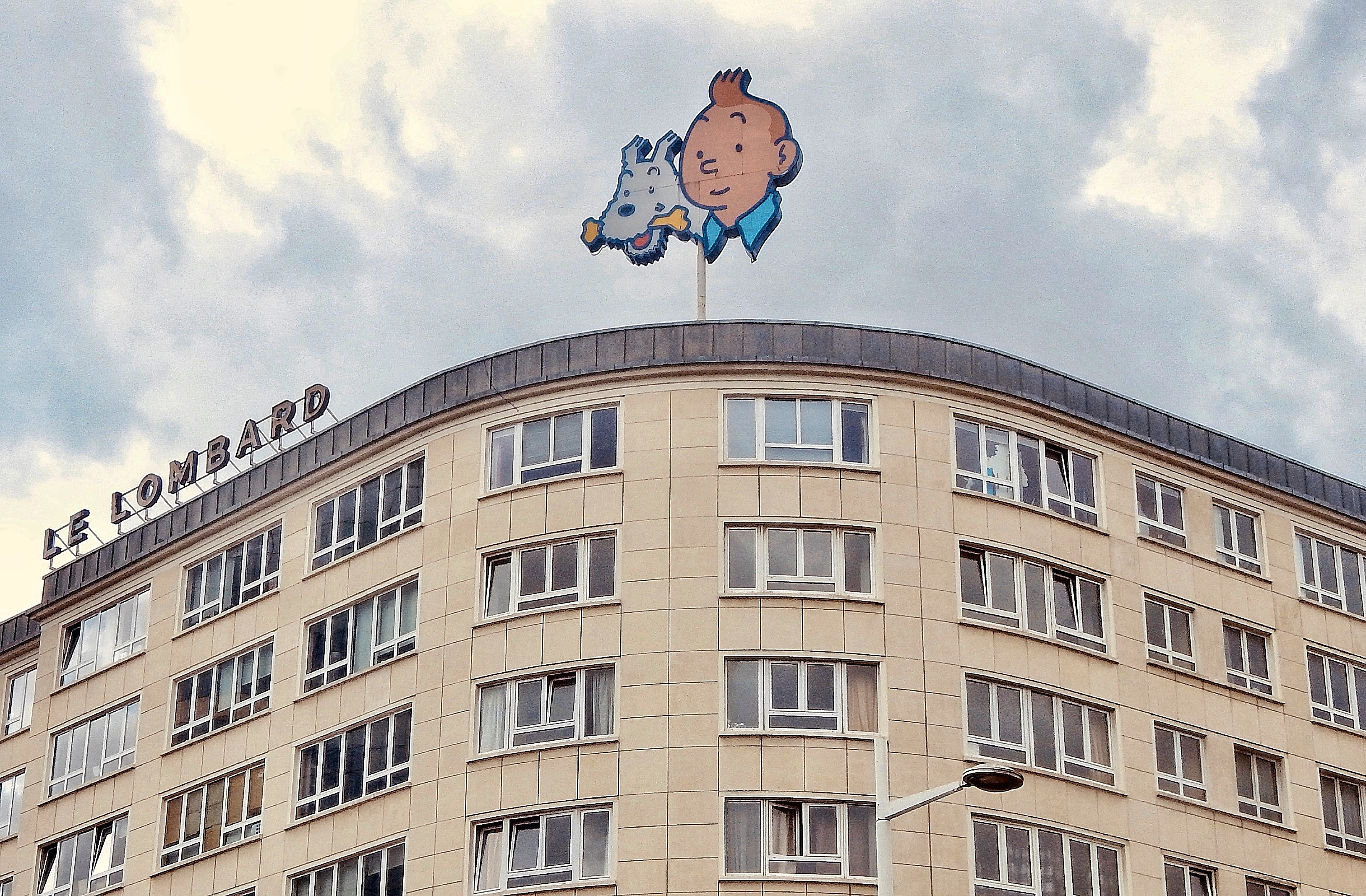
À Bruxelles, l'immeuble du Lombard, éditeur du journal Tintin, surmonté de l'effigie géante de Tintin et Milou, emblème du triomphe commercial de l'œuvre d'Hergé (photo de 2017).

L'auteur donne davantage de son temps au journal Tintin, où Raymond Leblanc consent enfin à lui laisser une place de directeur artistique en 1964. Aux Studios Hergé, le dessinateur s'occupe de la révision de ses précédentes aventures, soit en vue de les rendre politiquement correctes, soit pour corriger des erreurs et les remettre au goût de l'époque. Il est notamment accaparé par la refonte de L'Île Noire demandée par l'éditeur anglais Methuen, sur laquelle il travaille de l'été 1963 à l'été 1965,. Par ailleurs, il se laisse volontiers distraire par des discussions avec ses amis, ou de longues pauses entre collègues, prend le temps de répondre à sa volumineuse correspondance et d'accueillir les visiteurs,,. De fait, le rythme de production des nouveaux albums diminue progressivement et l'ensemble de l'équipe vit une période de désœuvrement.
Dans les années 1960, la diffusion internationale des Aventures de Tintin prend son envol avec de nouvelles traductions à travers le monde, : le succès de la série ne se dément pas, mais il est concurrencé par l'éclosion d'Astérix en 1959. Casterman suit avec inquiétude la montée spectaculaire des ventes de cette bande dessinée comique, alors que les Studios Hergé ne livrent plus de véritables nouveautés aux lecteurs (seulement les albums des films et la modernisation de L'Île Noire). La presse accorde à Astérix une place jusqu'alors uniquement occupée par le héros d'Hergé. L'apogée est atteint à l'époque où Vol 714 pour Sydney apparaît dans les pages du journal Tintin en 1966, quand dans une enquête de L'Express consacrée au « phénomène Astérix », un journaliste relègue les Aventures de Tintin dans le passé et affirme que « dans le sillage d'Astérix, Tintin mord la poussière », ou encore qu'« Astérix a le même succès que Tintin naguère »,. Ce genre de considérations irrite Hergé,,.

#### Tintin et les Bigotudos, travail mis de côté

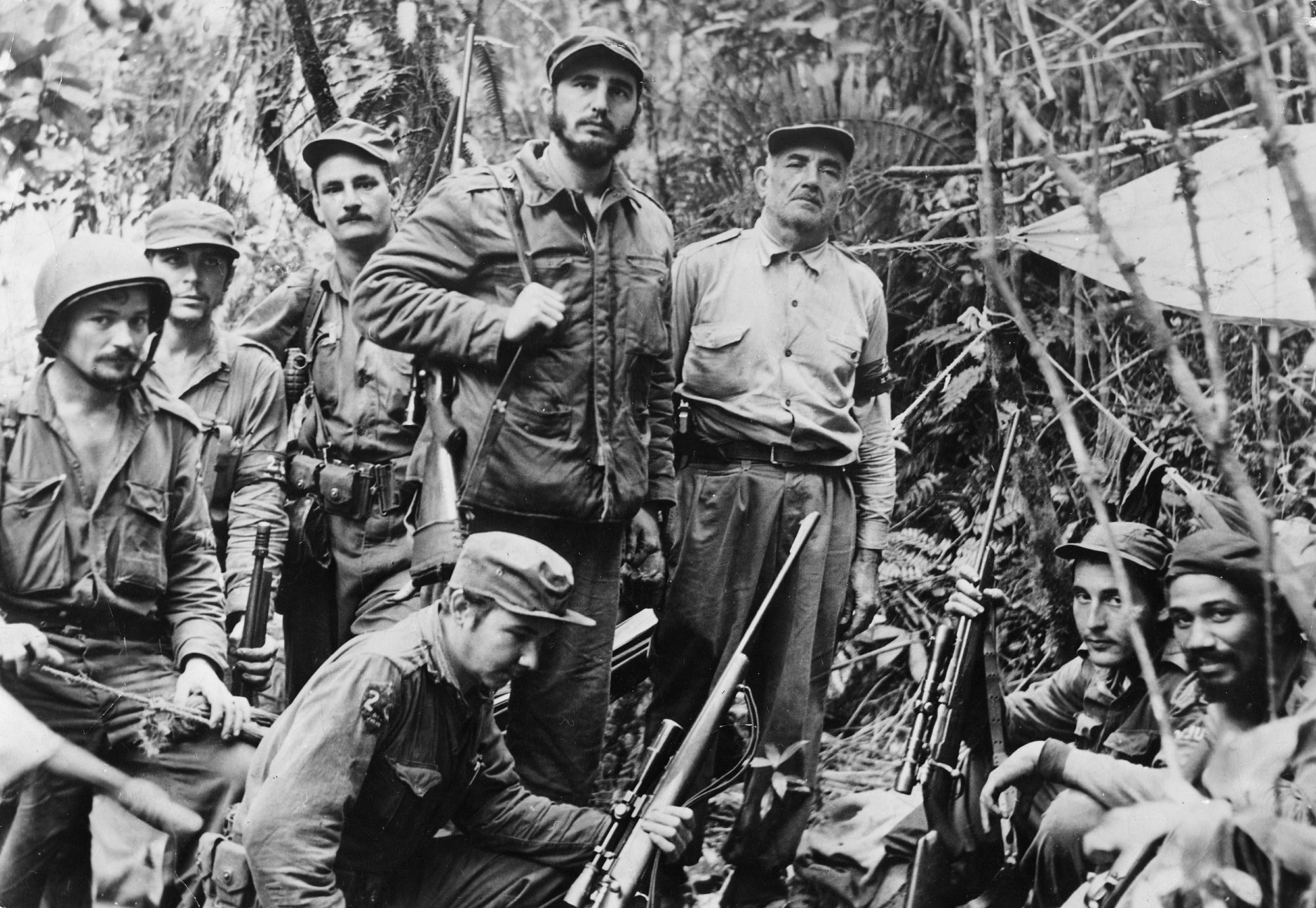
Fidel Castro et ses « barbudos » cachés dans la Sierra Maestra durant la révolution cubaine. Hergé planche sur un retour au San Theodoros plongé dans cette ambiance de guérilla.

Après la parution des Bijoux de la Castafiore en 1962, Hergé pense se nourrir de l'instabilité politique de l'Amérique latine d'alors pour renvoyer Tintin au San Theodoros, vingt-cinq ans après L'Oreille cassée,,. Il désire moderniser la rivalité entre le général Tapioca et le général Alcazar en l'adaptant à ce contexte de guérillas et coups d'État, révolutions ou avènements de juntes militaires, liées à la guerre froide, soutenues voire dirigées de loin par le bloc de l'Est ou de l'Ouest,. Il fait d'Alcazar et ses partisans des « bigotudos », guérilleros ayant juré de de ne pas se raser la moustache jusqu'à la victoire finale, parodie des barbudos castristes de la révolution cubaine.
Après plusieurs hésitations sur les prémices du récit, Hergé entreprend des découpages commençant par un voyage en avion de Tintin, le capitaine Haddock et Milou vers le San Theodoros pour un but encore incertain pour l'auteur. Le vol, prévu pour la capitale Las Dopicos, est détourné par des « bigotudos » vers une autre ville tout juste « libérée » par les partisans d'Alcazar et s'achève sur un atterrissage en catastrophe, opéré dans une version par Tintin. Malgré leurs bonnes relations avec Alcazar, Tintin et Haddock sont enfermés dans un camp de concentration d'opposants politiques, une vengeance opportune du colonel Sponsz, un Bordure déjà affronté dans L'Affaire Tournesol, envoyé par son pays pour soutenir cette révolution. Les évasions ou les soubresauts du conflit les font ensuite retomber de camps de rééducation tapioquistes en prisons alcazaristes. Une nouvelle version, au même début, conduit Haddock seul dans les geôles bigotudos, tandis que Tintin s'affaire à délivrer son ami ; il retrouve Piotr Szut, devenu aviateur mercenaire chez les bigotudos, qui l'aide à se cacher et à préparer la libération du capitaine. Hergé envisage depuis le départ de terminer l'aventure sur une révolution permettant la réconciliation nationale favorisée par Tintin, sans savoir comment y parvenir. Pendant plusieurs années, le dessinateur recommence en vain son découpage. Chaque piste narrative se conclut sur un blocage,. L'auteur hésite quant à la place à attribuer à son héros et s'empêtre dans les multiples ramifications de ses idées,.
En l'absence de nouvel album, l'activité des Studios Hergé est réduite au minimum, à peine compensée par la création des produits dérivés, des travaux publicitaires et la refonte de L'Île Noire,,. Hergé doit fréquemment mettre de côté Tintin et les Bigotudos pour ces sollicitations annexes,. Les artistes travaillent au ralenti, prenant plus de temps que nécessaire pour réaliser leurs tâches. Dans une interview accordée en 2001, Roger Leloup, membre de l'équipe, revient sur cette période d'inertie : « La pire chose dans la vie est d'être payé à ne rien faire. Et personnellement, je trouve qu'on ne foutait rien. Les coloristes mettaient une semaine pour réaliser leur ouvrage. Chez Dupuis, le même travail se faisait en un jour ». L'apparente nonchalance du maître à terminer son scénario exaspère certains de ses collaborateurs,. Le reproche lui est adressé franchement à l'été 1965 : Jacques Martin et Bob de Moor profitent de vacances d'Hergé pour effectuer le crayonné et l'encrage de l'un des brouillons du dossier préparatoire de ce nouvel album,. Ils déposent cette planche sans un mot de commentaire sur le bureau de l'auteur qui la découvre à son retour,. Par ce « geste d'humeur », comme le qualifie Philippe Goddin, les deux dessinateurs cherchent avant tout à montrer au créateur de Tintin que la naissance d'une nouvelle aventure ne repose pas uniquement sur ses propres épaules et que son rôle peut bien être plus limité que ce qu'il laisse entendre. Quelques jours après son retour, Hergé laisse paraître la planche en question dans l'hebdomadaire suisse L'Illustré, tout en livrant un entretien dans lequel il confie manquer d'inspiration et réclame son droit de ne pas soutenir une cadence forcée de production, comme peuvent le faire de nombreux écrivains,,.

#### Engouement pour le paranormal et la vie extraterrestre

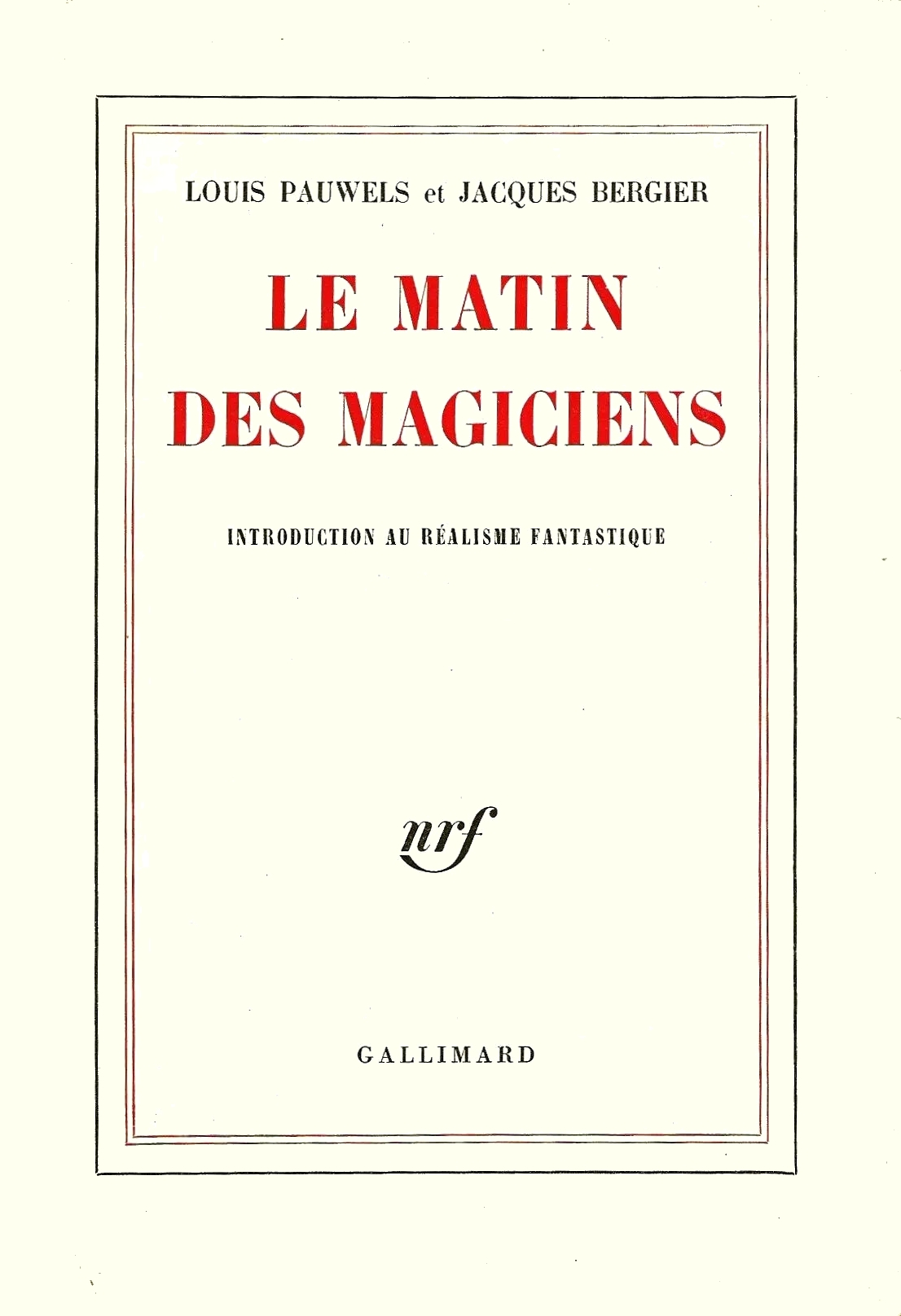
Le Matin des magiciens de Louis Pauwels et Jacques Bergier, définissant le réalisme fantastique, influence fortement Hergé.

Les années 1960 voient l'émergence d'un grand intérêt pour l'infini de l'espace, à l'époque des débuts de son exploration,. Des évènements comme le tour du monde en 108 minutes de Youri Gagarine, le projet américain d'envoyer un homme sur la Lune ou la révélation des premières images de la Terre vue depuis l'espace donnent conscience de la petitesse et de la finitude de notre planète, tout en ouvrant la curiosité et l'imagination vers l'inconnu de l'Univers,. Cette mode relance l'intérêt autour des objets volants non identifiés et l'interrogation sur la vie extraterrestre, entraînant l'effervescence de thèses pseudo-scientifiques à ce sujet.
Au début de la décennie, Louis Pauwels et Jacques Bergier touchent le grand public avec leur essai Le Matin des magiciens, posant les bases du mouvement culturel du « réalisme fantastique »,. Leur but est de traiter sérieusement de thèmes pseudo-scientifiques en couvrant de larges champs de recherches dont le paranormal, l'ésotérisme, les religions, les soucoupes volantes, l'alchimie, les sociétés secrètes, les civilisations disparues et l'étude des récits de science-fiction ou de fantastique,. Prolongeant leur livre, ils fondent la revue Planète destinée à aborder « tout ce que la science officielle et les revues normales négligent »,. En France comme en Belgique, la revue rencontre un énorme succès.
Hergé, dont la fascination pour le paranormal remonte à sa jeunesse, s'est plongé dans Le Matin des magiciens puis est devenu un lecteur assidu de Planète,,,. Des proches écrivent dans la revue : Raymond De Becker, son patron au Soir pendant la guerre, et Bernard Heuvelmans, parascientifique l'ayant aidé sur certains scénarios,. Dès son premier numéro, Planète parle fréquemment des autres « mondes habités ». Hergé découvre également à l'été 1965 Le Livre des secrets trahis de Robert Charroux, dont il a déjà lu Histoire inconnue des hommes depuis cent mille ans,,,,,. Dans ses ouvrages, Charroux développe la théorie des anciens astronautes : des civilisations passées auraient été « visitées » par des extraterrestres et le témoignage de leur passage sur Terre en plusieurs points du globe serait certaines réalisations monumentales ou des pétroglyphes évoquant des véhicules ou technologies semblables à ceux de l'exploration spatiale du xxe siècle. Sur le même principe, Jean Sendy analyse la Bible comme le récit de ces rencontres à une époque lointaine, des thèses dont Hergé affirme qu'elles l'ont fortement troublé. Le dessinateur a aussi parcouru Un mythe moderne. Des « signes du ciel » du psychanalyste Carl Gustav Jung, publié en 1959, une interprétation psychologique du phénomène des ovnis.

« Hergé était très intéressé par toutes les sciences un peu marginales […]. Il avait une attirance indiscutable pour les phénomènes inexpliqués. Je pense qu'Hergé croyait profondément à la réalité de tous ces phénomènes de clairvoyance, de télépathie, de rêves prémonitoires que l'on voit dans Les Aventures de Tintin. Il les traitait d’ailleurs tout à fait sérieusement. Il suffit de comparer la façon dont il évoque l'apesanteur dans On a marché sur la Lune — il en fait quelque chose de comique alors que c'est une réalité scientifique établie — et la manière dont il montre le moine qui lévite dans Tintin au Tibet : là, il évoque le phénomène d’une manière très sérieuse, et presque avec déférence, parce qu'il y croyait profondément. »

— Bernard Heuvelmans, ami et collaborateur d'Hergé.

### Élaboration de l'histoire

#### Un récit dérivé du précédent
« J'ai voulu changer, revenir à l'Aventure avec un grand A… sans y revenir vraiment. »

— Hergé en 1970.
Hergé s'est toujours nourri de l'actualité de son temps pour la retranscrire plus ou moins directement dans Les Aventures de Tintin,. Ce regain d'intérêt pour certains phénomènes inexpliqués, et leur légitimation intellectuelle, l'inspire pour établir les bases d'un nouveau scénario,. Il voit un cadre suffisamment atypique et énigmatique pour ses héros dans ces vestiges mystérieux de civilisations anciennes, traces du passage d'extraterrestres sur Terre. Il compte exploiter dans cette aventure « deux interrogations : y aurait-il d'autres mondes habités ? Y aurait-il des « Initiés » qui le savent ? »,. Le projet d'Hergé est de leurrer le lecteur en commençant par une aventure classique (tranchant avec Les Bijoux de la Castafiore) avant de plonger dans le paranormal,. Il délaisse Tintin et les Bigotudos pour cette histoire, tout en y récupérant des éléments narratifs,,.

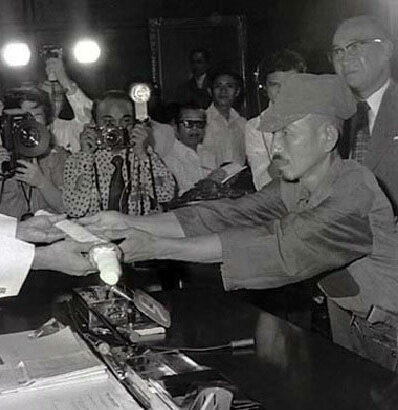
L'ultime soldat japonais restant rendant les armes en 1974. Hergé pense confronter Tintin à ces soldats isolés du Pacifique ignorant la fin de la Seconde Guerre mondiale.

L'intrigue repart de l'idée d'ouverture de Tintin et les Bigotudos par un voyage en avion, Tintin, Tournesol et Haddock (et Dupond et Dupont à ce moment-là) étant invités au Congrès mondial d'astronautique en Australie à Sydney en tant que premiers hommes à avoir marché sur la Lune. Un atterrissage d'urgence ou un crash en mer doit amener les héros sur une île déserte, où ils découvriraient de mystérieux signes gravés dans la pierre et rencontreraient — plus ou moins directement — des extraterrestres. Dans les premières ébauches, Hergé perturbe leur vol par un ouragan qui les contraint à un atterrissage forcé sur un providentiel vieil aérodrome militaire perdu sur une île isolée du côté de Bornéo ; les personnages sont fait prisonniers par des soldats japonais en haillons, oubliés là depuis vingt ans, sans savoir que la Seconde Guerre mondiale a pris fin,. Dans la scène de l'avion, le dessinateur reprend un gag conçu pour Les Bigotudos : le capitaine Haddock se démène avec un siège récalcitrant qui se coince ou se débloque intempestivement, l'empêchant de savourer son whisky.
Hergé remanie ces prémices en faisant revenir Piotr Szut, prévu en aviateur mercenaire chez les bigotudos, qu'il emploie ici en pilote d'avion privé en Australie, au service de James H. Spalding, collectionneur sydnéen de retour d'Inde (où il aurait acheté des émeraudes au maharadjah de Gopal). Szut retrouve Tintin et ses amis lors d'une escale avant Sydney, pour laquelle Hergé récupère des éléments du transit à Rio de Janeiro qui commence une des versions des Bigotudos, dont l'accueil par une hôtesse,. Dans une nouvelle mouture, Hergé renomme l'homme d'affaires R. E. Barclay et en fait un influent éleveur australien, par ailleurs organisateur du congrès d'astronautique et accompagné d'un secrétaire nommé Harrison ; après les retrouvailles de Szut et Tintin, Barclay les invite à poursuivre ensemble le voyage jusqu'à Sydney à bord de son avion privé. Ce synopsis continue encore par l'ouragan obligeant à un atterrissage de fortune sur une île, la capture par des soldats japonais restants, l'évasion puis la confrontation avec un mystère.
Remplaçant l'ouragan par le détournement d'avion prévu dans Tintin et les Bigotudos, Hergé en fait la manœuvre d'un secrétaire véreux envers son patron, rappelant l'antagonisme entre Mendoza, ministre tapioquiste croisé dans l'avion vers Las Dopicos, et Fernandez, son secrétaire se révélant bigotudos lorsqu'il déclenche la prise d'otages avec des complices. Comme dans la dernière itération des Bigotudos, ce secrétaire cherche à extorquer les richesses de son employeur. Hergé écarte peu à peu à l'idée des Japonais et, un temps, de l'atterrissage houleux. L'avion finirait plutôt à la mer et les personnages dériveraient sur un canot pneumatique vers l'île, puis seraient guidés vers l'élément fantastique par le pendule du professeur Tournesol.

#### Finalisation et fabrication, du journalTintinà l'album
Hergé s'éloigne de ces premières versions et, en bien moins de temps que Tintin et les Bigotudos, parvient à fixer le scénario définitif. Lorsque l'auteur voyage au Québec en mars 1965, Bob de Moor essaie d'avancer le scénario, amenant des péripéties ou détaillant la structure définie par Hergé ; ce dernier retient ensuite quelques idées de son assistant. Le dessinateur prend le temps de recommencer plusieurs fois son découpage ou de remanier des passages précis. Il se lance dans les premiers crayonnés en grand format au cours du printemps. Il y place et anime ses personnages puis confie la planche crayonnée à ses collaborateurs pour les ajouts purement techniques de décors ou de véhicules. L'histoire s'est établie : Hergé a créé Laszlo Carreidas et donné le nom de Spalding au secrétaire malhonnête, tandis que le plan général de l'enlèvement du milliardaire est l'œuvre de Rastapopoulos (une idée envisagée depuis les débuts du projet). Autre idée tirée des Bigotudos, le gag du Sani-Cola au goût infâme, jeté par le capitaine dans un pot de fleurs et s'avérant nocif pour la plante, était prévu avec du Spladj, un alcool bordure, à l'aéroport de Tacapolca au San Theodoros,. À la fin de l'année 1965, les Studios n'en sont qu'à la moitié des crayonnés de l'aventure. Hergé s'étonne lui-même d'éprouver du plaisir dans le travail, écrivant à un ami : « Tout est subordonné à Tintin ! Et jusqu'ici, à ma grande surprise, je tintine avec joie ! ».

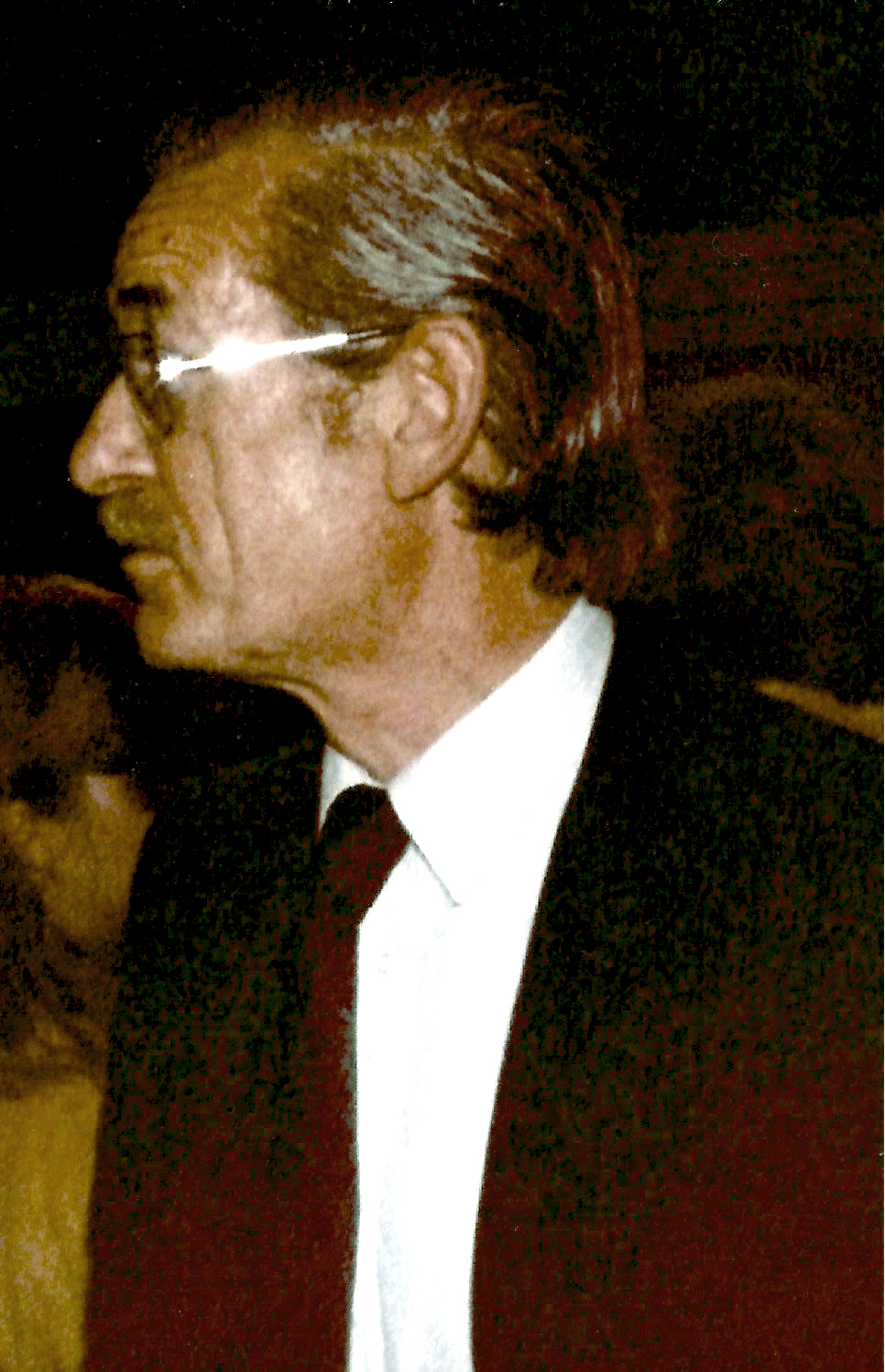
Bob de Moor, principal collaborateur d'Hergé au sein des Studios, en 1980.

Michel Greg, nouveau rédacteur en chef du journal Tintin, espère pouvoir proposer cette histoire pour le vingtième anniversaire du périodique en septembre 1966, aucune aventure inédite du héros éponyme n'y étant parue depuis quatre ans. Hergé et son équipe commencent l'encrage des planches en mai 1966, partageant le dessin comme à l'étape des crayonnés. L'histoire est baptisée tardivement. Le dessinateur hésite entre plusieurs titres, comme « L'Archipel du grand secret » ou « Vol spécial pour Adélaïde » (d'après la ville australienne), avant de choisir Vol 714 pour Sydney,. Ce « vol 714 pour Sydney » du titre ne joue pourtant aucun rôle dans l'action : c'est la référence du vol que Tintin, Haddock et Tournesol auraient dû prendre au début de l'histoire (mais n'ont pas pris à la suite de la rencontre avec Carreidas), et prennent une fois le livre fini, pour se rendre au congrès d'aéronautique,. Ce titre n'est divulgué qu'une semaine avant la prépublication dans Tintin. L'achèvement des crayonnés et des planches encrées, puis leur mise en couleur, se fait en parallèle de la parution des premières dans le journal. Hergé termine les crayonnés des dernières pages au tournant de l'année 1967. Au cours de la mise au net, arrivés au milieu de l'épisode, le dessinateur et ses collaborateurs découvrent tardivement que les crayonnés comportent une planche de trop, car deux pages ont été numérotés 33 par erreur. Hergé est donc contraint de réduire d'une planche son récit. Retouchant les crayonnés des ultimes planches, il condense la scène finale de l'éruption. Les dernières planches sont encrées vers l'automne 1967.
Tout au long de l'écriture de l'aventure, l'auteur se demande à quel point montrer les extraterrestres. Il résout en partie cette question en faisant apparaître un initié, Mik Ezdanitoff, intermédiaire entre les personnages humains et les extraterrestres. Dans la grotte, les statues similaires à des cosmonautes et les pétroglyphes représentant des soucoupes volantes entourées d'être volants évoquent aussi leur présence,. Hergé hésite également sur le fait de représenter les extraterrestres ou, au moins, leur vaisseau spatial. Il en débat avec son entourage ; par exemple, Jacques Martin l'incite à les représenter, comme il l'avait encouragé à révéler le yéti au plus tôt dans Tintin au Tibet. Hergé décide finalement de seulement donner à voir la soucoupe dans le ciel, dans les dernières pages. Il regrette plus tard ce choix, déclarant en 1971 : « La soucoupe volante n'aurait pas dû y être. Je n'aurais peut-être pas dû [la] montrer de façon si précise… Mais ce n'était pas assez visible, sinon. […] Je n'ai pas trouvé le moyen de terminer autrement. Le mystère n'est pas assez mystérieux : il y a une réponse »,.
Début septembre 1967, Hergé termine avec soulagement son travail sur l'aventure et prend des vacances, tandis que ses collaborateurs poursuivent leurs tâches dans les décors puis la mise en couleurs,. Au cours de la conception de Vol 714 pour Sydney, il a brièvement songé à ce que ce soit la dernière des Aventures de Tintin. À son retour de Suisse, il livre la couverture de l'album, montrant Tintin, Haddock, Milou, Carreidas et Krollspell dans le sinistre souterrain, encadrés par deux gigantesques visages de pierre ; l'éditeur Louis-Robert Casterman est réticent envers cette illustration sombre et éloignée du sujet aérien du titre mais Hergé le rassure en agrandissant ses personnages et en donnant plus de couleur à l'ensemble,. Une fois la prépublication de Vol 714 pour Sydney achevée en décembre 1967, Hergé retourne aussitôt aux brouillons de Tintin et les Bigotudos,.

### Sources d'inspiration

#### Intérêt pour les pseudo-sciences

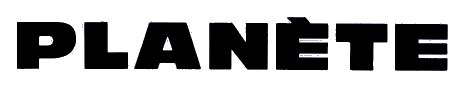
Hergé s'appuie les articles pseudoscientifiques de la populaire revue Planète.

L'écriture de Vol 714 pour Sydney est directement inspirée des articles de la revue Planète,. Selon l'universitaire Maxime Prévost, plusieurs articles du premier numéro, paru en 1961, suggèrent à Hergé des éléments de son intrigue, parmi lesquels « Hypothèses sur les mondes habités » de Pierre Guérin, « Notions nouvelles sur l'hypnotisme » de Jacques Mousseau, et surtout « Redécouverte du roman d'aventures anglais » de Jacques Bergier, qui se propose de réhabiliter Henry Rider Haggard, Arthur Conan Doyle, John Buchan et Robert Louis Stevenson, des romanciers dont l'influence sur Hergé est certaine,.
D'autres numéros de la revue contiennent des articles qui se rapprochent de l'imaginaire de Vol 714 pour Sydney, comme l'analyse des théories de Thor Heyerdahl sur les statues de l'île de Pâques par Serge Hutin dans « La grande énigme des rochers sculptés », article paru dans le deuxième numéro en 1961, ou les communications télépathiques et les soucoupes volantes, dans des articles parus en 1964 et 1966. Dans un de ces articles, le récit de la rencontre d'un couple américain avec des extraterrestres comporte, à l'instar de la fin de l'album, l'effacement de leur mémoire par hypnose et des signes d'« aimantation intense » de leurs montres et leur voiture, tel l'objet métallique gardé par le professeur Tournesol.

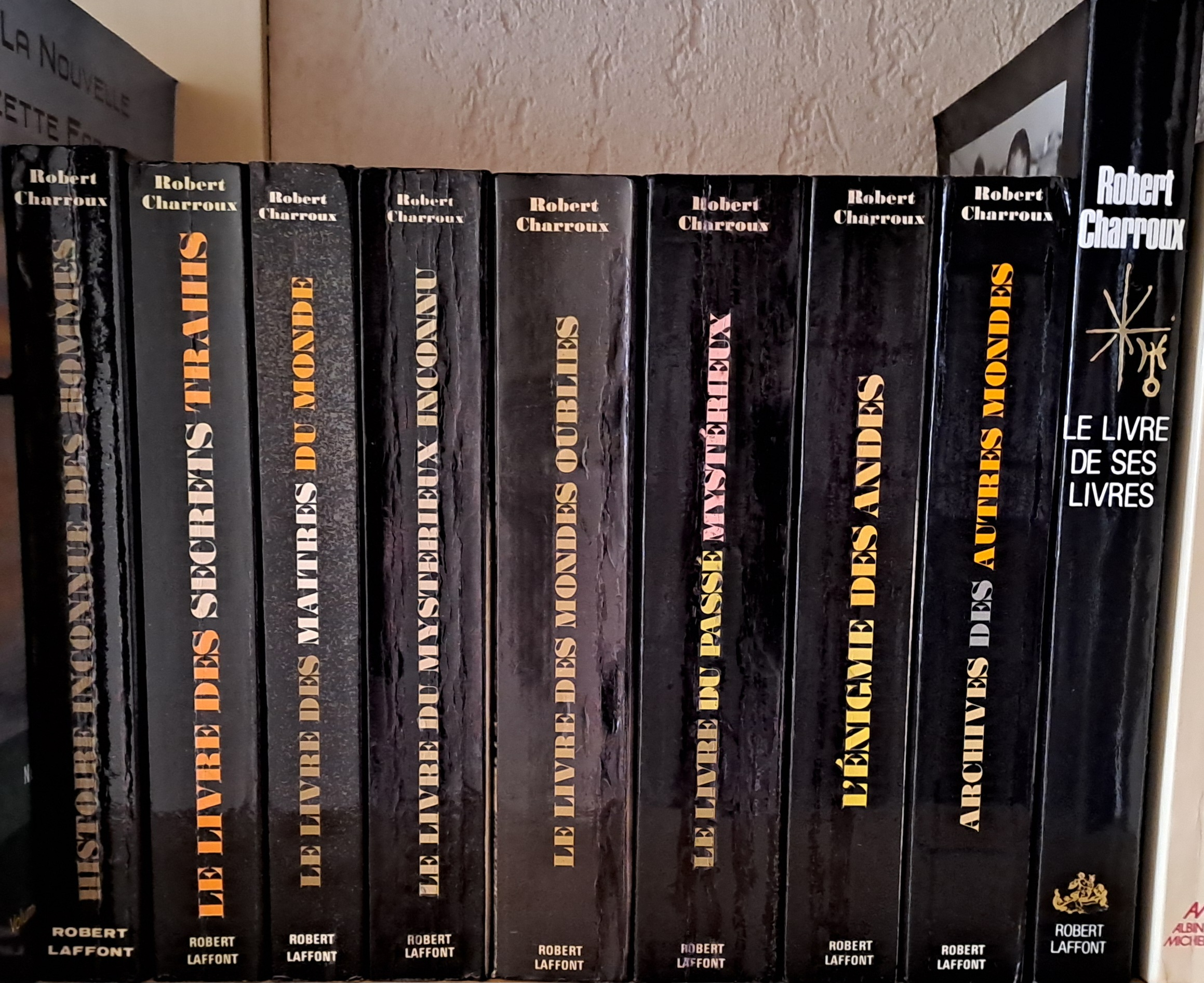
Autres succès, les livres de Robert Charroux élaborent une théorie particulière sur les extraterrestres et l'Humanité.

L'influence des écrits de Robert Charroux est aussi perceptible,,,,. Hergé fonde son récit sur la théorie des anciens astronautes, exposée dans Histoire inconnue des hommes depuis cent mille ans en 1963 puis Le Livre des secrets trahis en 1965. Cette hypothèse pseudo-historique tente d'expliquer par le contact de civilisations anciennes avec des extraterrestres, depuis la Préhistoire, les architectures monumentales échappant aux moyens techniques de leur époque et les gravures, dessins ou sculptures rappelant des objets volants ou des cosmonautes en scaphandre. Ces œuvres mystérieuses seraient la preuve matérielle d'une transmission de savoirs à ces peuples ou, tout du moins, la représentation par ces civilisations de la venue de ces êtres d'un autre monde, également décelable dans des récits religieux tel le Livre d'Hénoch.
Dans son histoire, Hergé fait de l'île de Pulau-Pulau Bompa le territoire d'un peuple désormais disparu, visité par des extraterrestres depuis des millénaires ; l'endroit garde des traces de la vénération des autochtones envers ces « dieux » d'une autre planète. Le dessinateur place ainsi des représentations équivoques dans le temple souterrain, mêlant des exemples d'origines géographiques diverses,. Dans Le Livre des secrets trahis, Charroux mentionne notamment la découverte d'une peinture rupestre en Ouzbékistan, parmi les grottes ornées de Ferghana, dépeignant un cosmonaute « coiffé d'un casque hermétique pourvu d'antennes et portant sur le dos un appareil ressemblant à ceux dont on envisage de doter les futurs “piétons de l’espace” »,. L'entrée basculante du passage secret dans la grotte s'inspire directement d'une remarque présente dans le même ouvrage : les têtes géantes de pierre édifiées par les Olmèques au Mexique semblent « casqué[e]s comme des cosmonautes modernes », d'autant plus qu'elles évoqueraient des « dieux volants »,,. Dans Histoire des hommes inconnue depuis cent mille ans puis Le Livre des maîtres du monde en 1967, explorant les mystères connus de seuls Initiés, Charroux érige celui du contact avec les extraterrestres et de leur lien ancien aux humains comme l'un des plus importants, secret perpétué par une poignée de « médiateurs » : Hergé fait de Mik Ezdanitoff l'un d'entre eux. Dans le premier livre, Charroux estime, au chapitre « Les soucoupes volantes », que les extraterrestres viendraient régulièrement sur Terre pour se tenir au courant des activités de l'Humanité, Hergé établissant Ezdanitoff comme l'intermédiaire de cette mission. Enfin, dans Le Livre des maîtres du monde, Charroux relève dans plusieurs récits religieux la rémanence du motif des élus préservés d'un malheur terrestre, tel le Déluge : « tous ont été “enlevés vivants” à la Terre et transportés ailleurs… comme s'ils avaient eu le pouvoir de se déplacer dans un mystérieux engin pour se rendre en un mystérieux endroit » ; la fin de l'aventure — en particulier le destin du docteur Krollspell, retrouvé à New Delhi — peut faire écho à cette considération.

#### Nouveaux personnages

La dérive du jet arbore le logo de l'entreprise Carreidas, réunissant les quatre enseignes des jeux de cartes français, soit un carré d'as.

Pour composer le personnage du milliardaire Laszlo Carreidas, Hergé s'inspire de l'austère homme le plus riche du monde J. Paul Getty, connu pour son avarice et son absence de sourire, et du magnat Howard Hughes devenu à la fin de sa vie fou et mysophobe. Il pense d'abord le baptiser Juan Carredas et hésite entre l'affubler d'un tic verbal, de la phobie des microbes ou d'un catarrhe chronique comme défaut susceptible de créer des gags. Son nom provient d'un jeu de mots sur « carré d'as ». Le nom de sa marque de soda, Sani-Cola, est également un jeu de mots sur saint Nicolas. Carreidas pourrait aussi emprunter à l'ingénieur et homme d'affaires Marcel Dassault, même si le dessinateur le réfute, : outre le rapport aux avions, Carreidas et son probable modèle partagent une allure qui ne laisse pas deviner de prime abord leur nature de pilier du monde des affaires,. Hergé se défend de s'être inspiré de l'avionneur, probablement pour ne pas le froisser. Sur le conseil de ses collaborateurs, pour éviter la comparaison avec Dassault, il retire les mots « cinéma » et « presse » des activités de Carreidas énumérées par Szut mais fait l'erreur de les remplacer par « électronique », domaine crucial de son groupe industriel. Dassault est néanmoins ravi de cette caricature dans laquelle il se reconnaît pleinement ; il aurait même envoyé une lettre de félicitations à Hergé,.

Personnalités ayant inspiré le personnage de Laszlo Carreidas
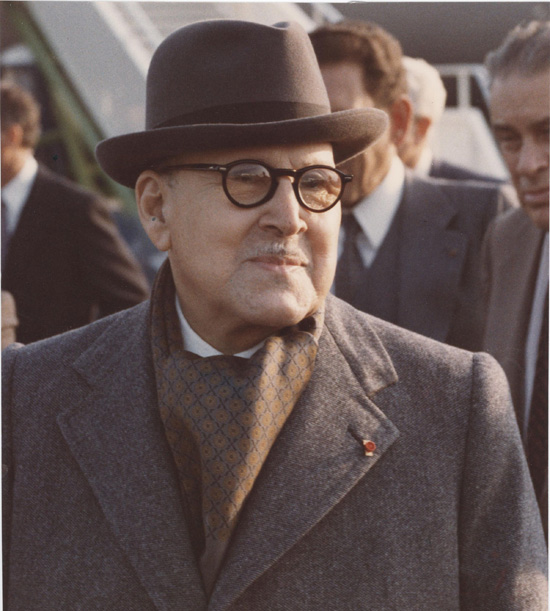
Marcel Dassault.
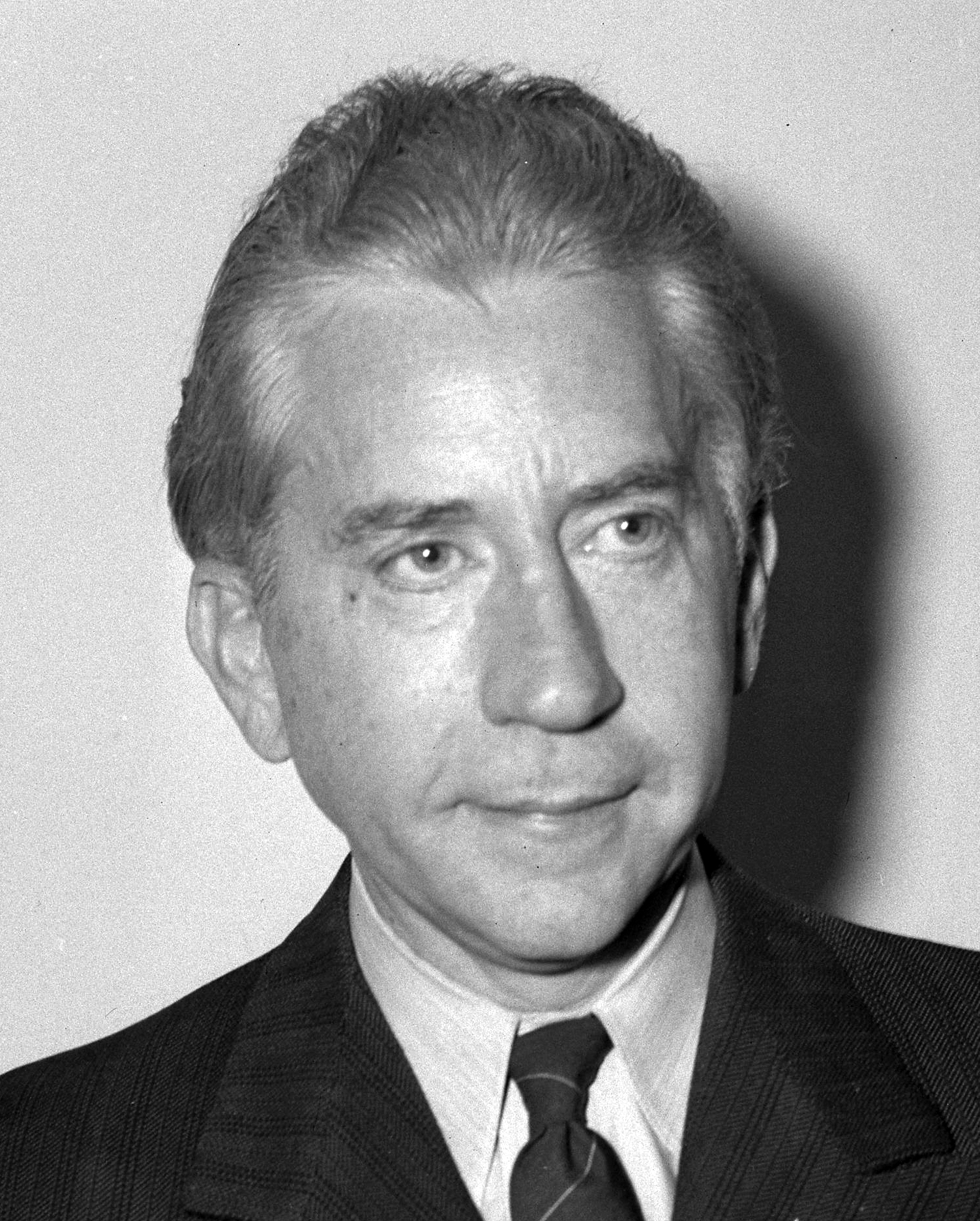
J. Paul Getty.
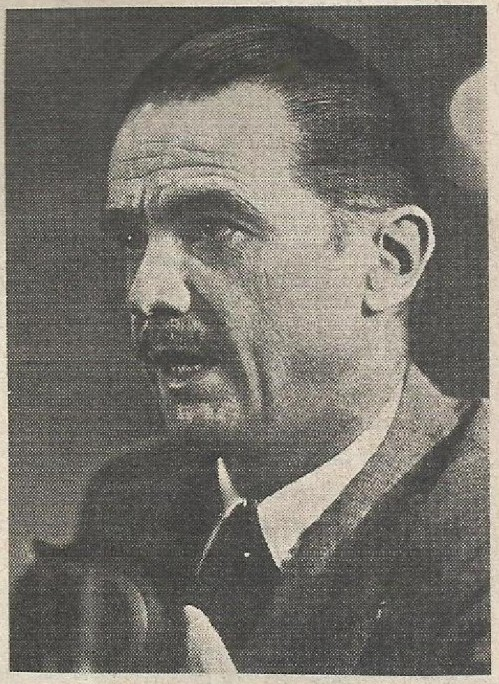
Howard Hughes.

Mik Ezdanitoff, de la revue Comète, est quant à lui ouvertement inspiré de l'écrivain et journaliste Jacques Bergier, de la revue Planète. Hergé disait à son sujet « J'aime bien dérouter, Ezdanitoff lui aussi est déroutant… Jacques Bergier a été ravi de se voir ainsi croqué dans le rôle de l'initié : il figure maintenant dans une bande dessinée ! L'étonnant Bergier… ». Hergé a aussi envisagé les noms « Jacques Gerbier » ou « Korsakoff ». Fondateur de la revue Planète et coauteur du Matin des magiciens, grand succès de librairie dès sa parution en 1960, Jacques Bergier se distingue par son ouverture pour tout ce qui relève des savoirs déviants, des thèmes qui suscitent l'intérêt d'Hergé depuis de longues années. Cependant, Bergier tient en horreur la question des OVNI, qu'il range parmi les « escroqueries classiques »,. Hergé le rencontre personnellement sur le tournage de Tintin et les Oranges bleues, durant lequel Bergier conseille les producteurs. Le nom de Mik Ezdanitoff, à consonance slave, est en réalité emprunté au marollien « is dat niet tof ? » qui signifie « n'est-ce pas que c'est chouette ? », Hergé se plaisant à inventer des noms propres à partir de ce dialecte bruxellois. Son langage comporte des « r roulés », évoquant un accent russe, qu'Hergé a curieusement tenté de gommer avant la parution en album.

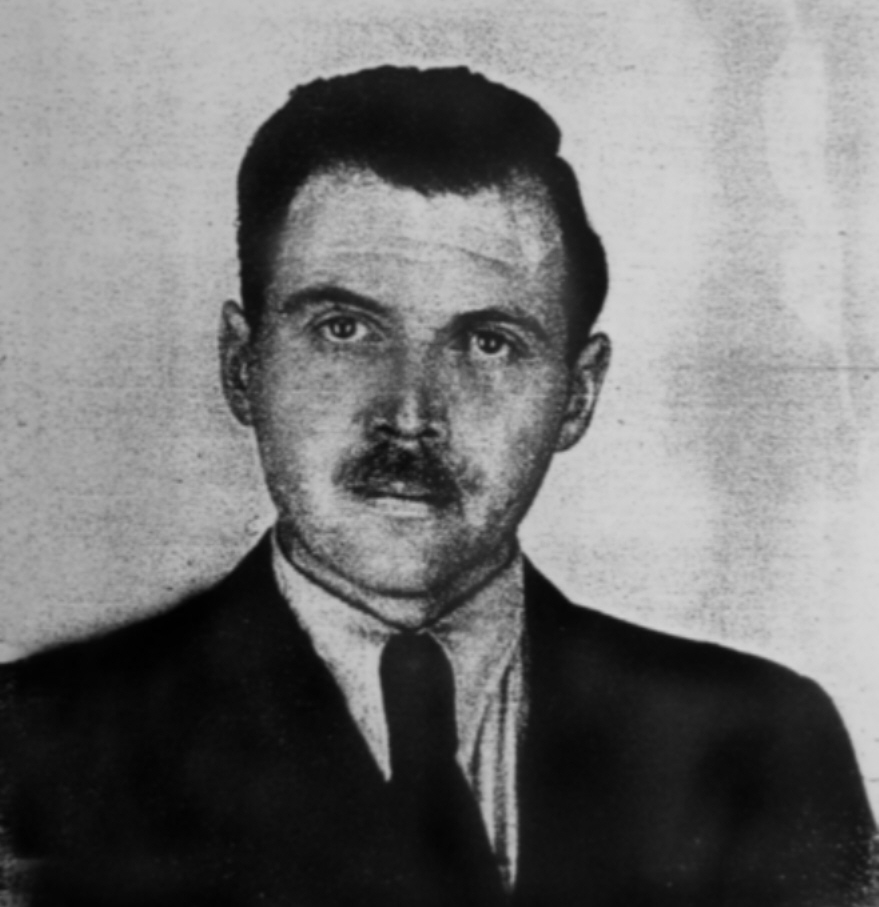
Le médecin nazi Josef Mengele est cité comme l'une des possibles inspirations du Dr Krollspell.

Le docteur Krollspell, psychiatre inventeur d'un sérum de vérité, est dans l'esprit d'Hergé, « un véritable tortionnaire. Il a un passé obscur et a probablement « travaillé » dans un camp nazi »,,,,,. Ce pourrait être une transposition du docteur Mengele, médecin dans le camp d'Auschwitz durant la Seconde Guerre mondiale s'étant livré à de sordides expérimentations,,,, ou de Theodor Morell, médecin personnel d'Hitler qu'il a bourré de substances douteuses. La présence de Krollspell en Inde peut rappeler l'exil de Mengele en Argentine afin d'échapper à toute condamnation,. Au cours de ces années où Hergé conçoit Vol 714 pour Sydney, la presse révèle en détail et en images les crimes de Mengele, dont l'Allemagne vient récemment de demander l'extradition. Le mot « krolspel » signifie « bigoudi » en bruxellois.
Hergé se prête exceptionnellement à représenter l'un de ses admirateurs dans une aventure de Tintin,. Un lecteur bordelais nommé Jean Taussat (qui lui écrit sous le faux nom de Jean Tauré de Bessat) lui avait demandé en 1962 dans une lettre accompagnée d'une photo l'honneur d'être dessiné serrant la main ou parlant au capitaine Haddock,. Touché par la ferveur de cet étudiant et cette requête rare, il avait d'abord prévu de donner son nom à un officier d'Alcazar dans Tintin et les Bigotudos,. Finalement, il donne ses traits au journaliste qui interroge Tintin et ses compagnons à la fin de l'album,,,.

#### Invention duCarreidas 160
Pour dessiner le Carreidas 160, le jet privé du milliardaire Laszlo Carreidas, Hergé rassemble des technologies de pointe des années 1960. Avec ce jet supersonique, il entend apparaître comme un précurseur, comme il l'avait été avec Objectif Lune / On a marché sur la Lune au début des années 1950 et souhaite proposer la même rigueur technique que le diptyque lunaire. L'assistant occasionnel Arthur Vannoeyen, précieux sur la conception des engins astronautiques dix ans plus tôt, n'est néanmoins plus disponible. Hergé place donc ce travail entre les mains d'un collaborateur des Studios Hergé passionné d'aéronautique dont il n'a jamais pleinement exploité le potentiel : Roger Leloup, futur créateur du personnage de Yoko Tsuno,. Il s'était chargé du dessin des Mosquitos de Coke en stock et des nombreux avions de la refonte de L'Île Noire,.

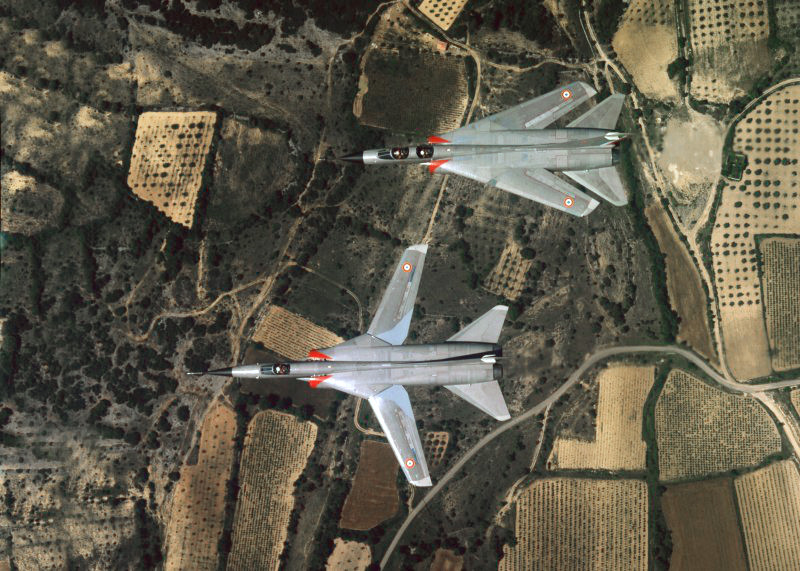
Deux Mirages G, l'un avec les ailes dépliées, l'autre avec les ailes repliées.

Le Carreidas 160 reflète les recherches alors en cours sur le chasseur F-111 de General Dynamics et sur le jet d’affaires Mystère 20 de Dassault Aviation, ainsi que celles sur les avions supersoniques à vocation commerciale tels les projets du Concorde, du Boeing 2707 et du Tupolev 144. Hergé fait du jet de Carreidas le premier avion supersonique commercial. Leloup invente un avion d'affaires triréacteur pour quatre hommes d'équipage et dix passagers, dont la vitesse à 12 000 mètres d'altitude est de mach 2. Ses turboréacteurs Rolls-Royce Turbomeca totalisent 8 400 kilos de poussée. Il est également équipé d'une voilure à géométrie variable, soit la même solution de vol que le Mirage G, un appareil qui effectue son premier vol en 1966, et d'un empennage en T proche du Vickers VC10.
Le Carreidas 160 emprunte l'aménagement de son cockpit au Boeing 707, un avion de ligne américain. L'un des collaborateurs d'Hergé, Michel Desmarets, se rend d'ailleurs à l'aéroport de Bruxelles pour étudier le système de verrouillage intérieur de l'appareil. Le train d'atterrissage du Carreidas 160 rappelle quant à lui celui du Tupolev Tu-134, un modèle soviétique. La propulsion par trois réacteurs évoque le petit Yakovlev Yak-40, un autre appareil soviétique. De même, le Carreidas 160 dispose de réacteurs à postcombustion, que seuls le Concorde et le Tupolev Tu-144 ont eu parmi les avions civils. Les buses d'entrées d'air sont similaires à celles du Rockwell B-1 Lancer, un bombardier supersonique, alors en développement aux États-Unis, qui possède lui aussi des ailes à géométrie variable. Une maquette du Carreidas 160 est conçue par Leloup pour en faciliter le dessin,.

Éléments d'avions ayant inspiré le Carreidas 160
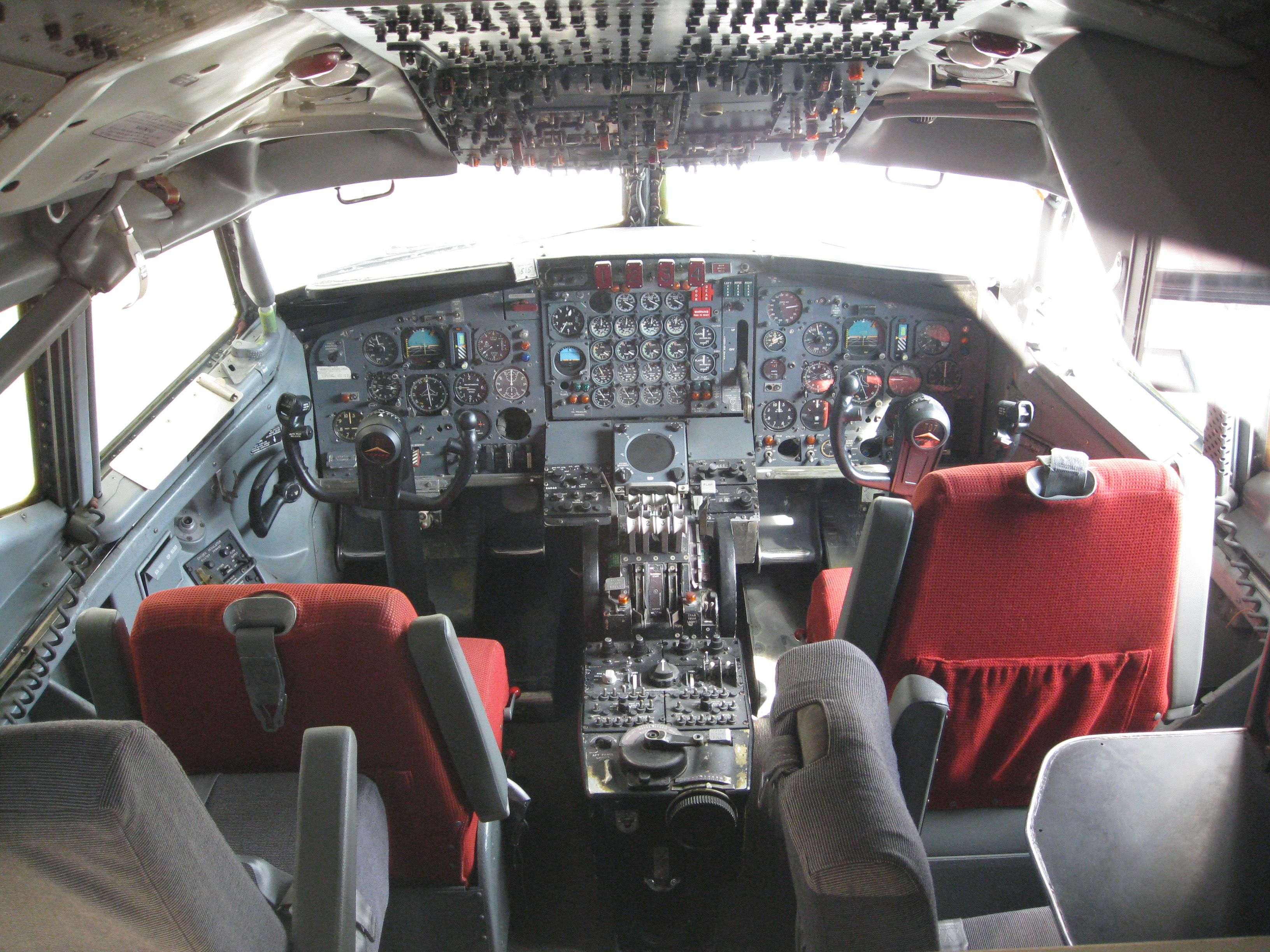
Cockpit d'un Boeing 707.
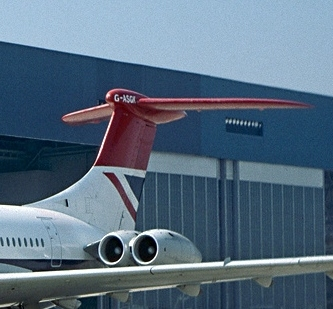
Empennage du Vickers VC10.
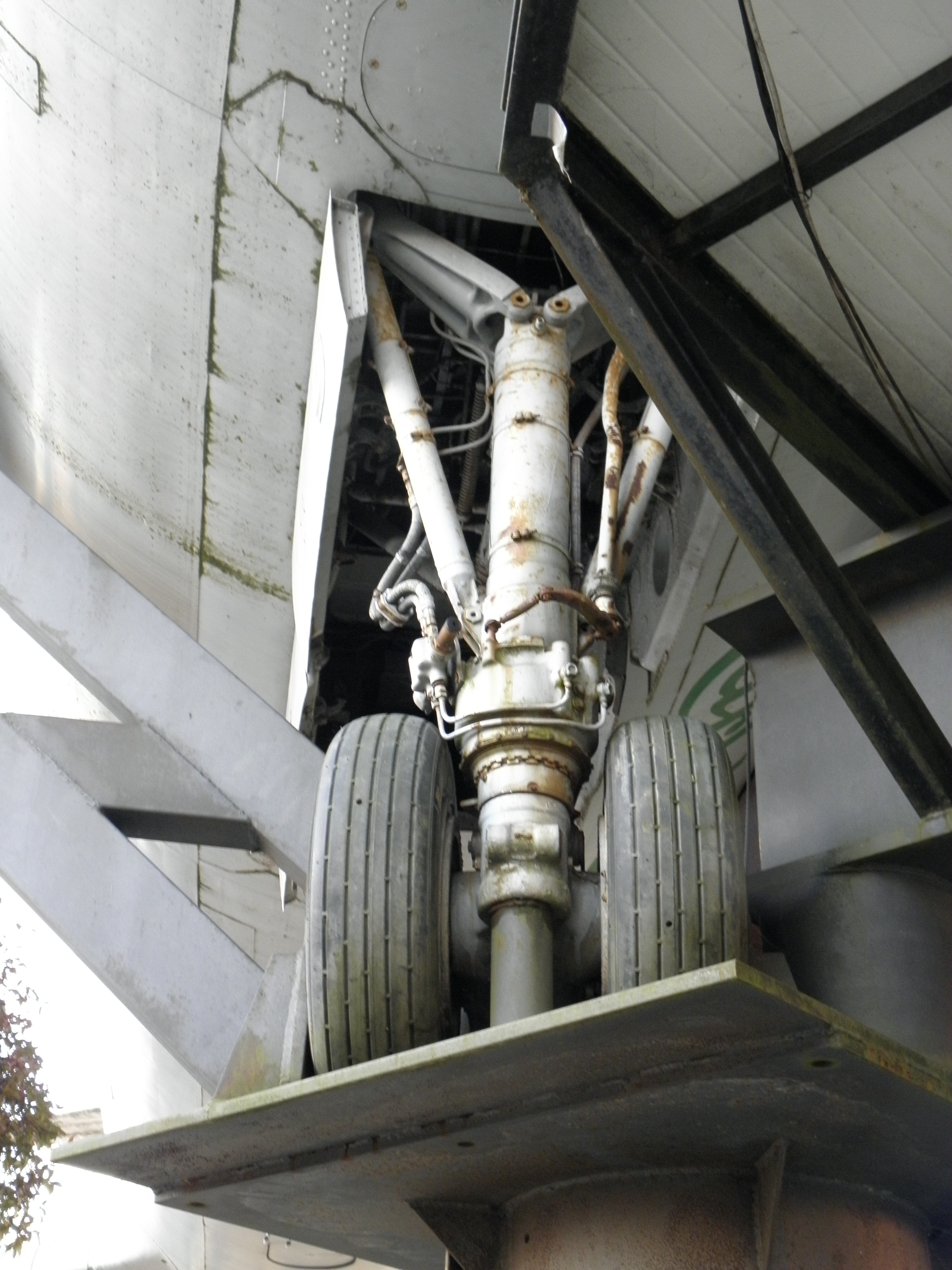
Train d'atterrissage du Tupolev Tu-134.

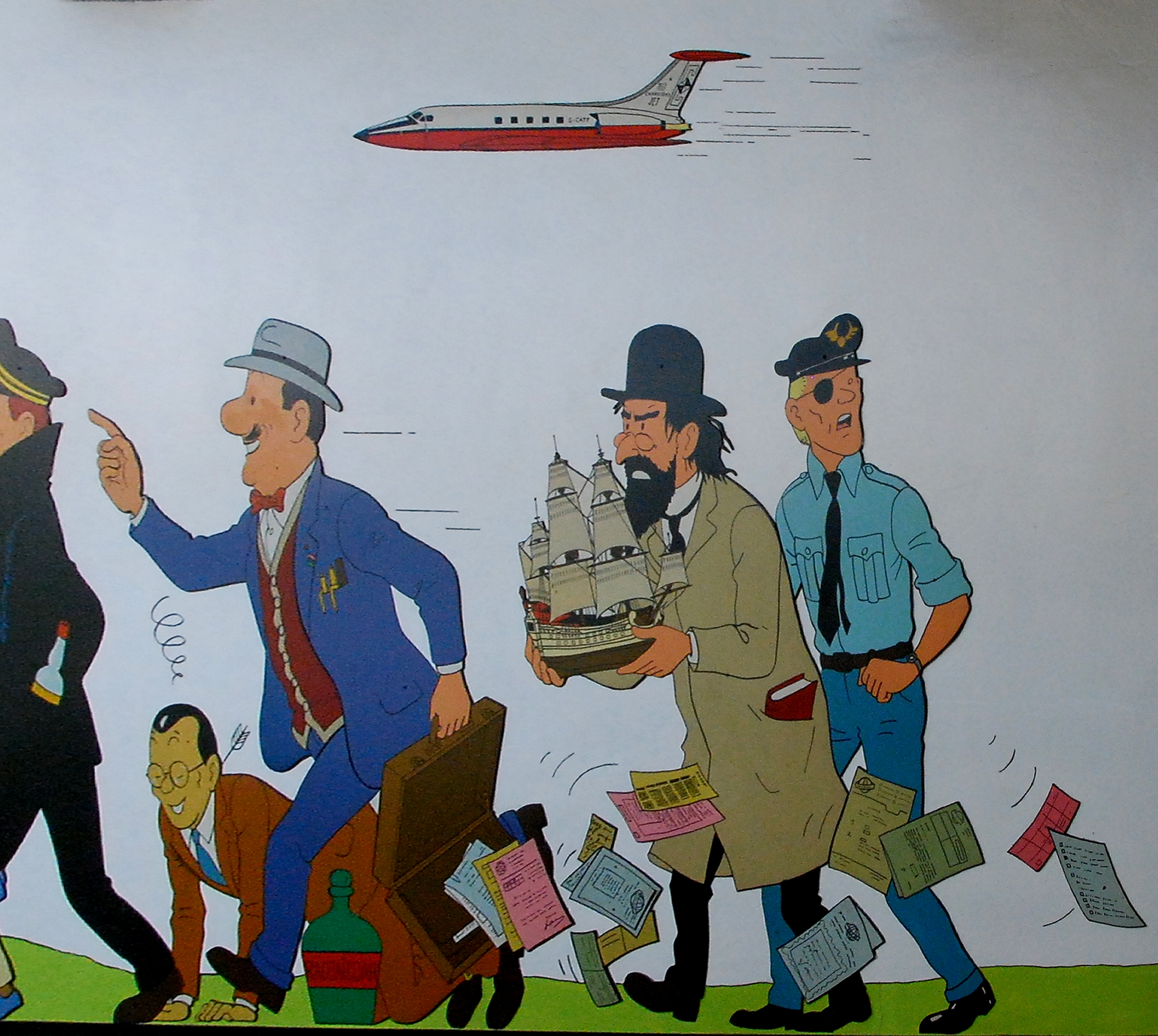
Le Carreidas 160 et Szut en tenue de pilote sur la fresque de la station Stockel du métro de Bruxelles.

Un dessin de Roger Leloup du Carreidas 160 en vue éclatée est publié dans le journal Tintin le 13 décembre 1966 et témoigne du souci de réalisme apporté à l'appareil,,,. Toutefois, certaines incohérences figurent dans l'album. Le cockpit n'a pas de siège dont le dossier permet de soutenir la nuque, ce qui est pourtant nécessaire dans un engin supersonique afin que les membres d'équipage ne subissent pas de coup du lapin en cas de choc. Aussi, par mesure de sécurité, le pilote aurait dû porter des lunettes de soleil et les membres de l'équipage attacher leur ceinture de sécurité. Par ailleurs, Piotr Szut, qui est borgne, n'aurait pas pu piloter cet avion. En effet, la législation aérienne est très stricte dans le domaine et le pilote doit avoir une vision normale du relief. Or, cette vision est produite par la juxtaposition de chacune des deux images transmises au cerveau par chaque œil. En effet, ces deux images ne sont pas exactement identiques, car les deux yeux sont séparés d'une dizaine de centimètres. Au regard des premières versions de l'intrigue, Philippe Goddin constate d'ailleurs qu'« Hergé semble ainsi considérer qu'exercer le métier de pilote mercenaire chez les insurgés ou celui de pilote d'avion privé, c'est du pareil au même ».

#### Un aéroport et une île
Hergé obtient par Greg les coordonnées d'un abonné du journal Tintin à Yogyakarta. Ce lecteur indonésien est sollicité pour transmettre aux Studios Hergé des photographies précises des bâtiments et des cartes postales de l'aéroport de Kemayoran : la tour de contrôle, l'aérogare et l'intérieur des installations de transit. Fidèle à son souci de réalisme, Hergé agrémente ses décors d'objets mobiliers réels. À titre d'exemple, le canapé rouge dans lequel est assis Laszlo Carreidas au moment de sa rencontre avec le capitaine Haddock est une copie dessinée par l'architecte et designer américaine Florence Knoll. Les Studios Hergé ont aussi l'habitude de reproduire du mobilier qu'ils ont sous la main, présents dans leurs bureaux.

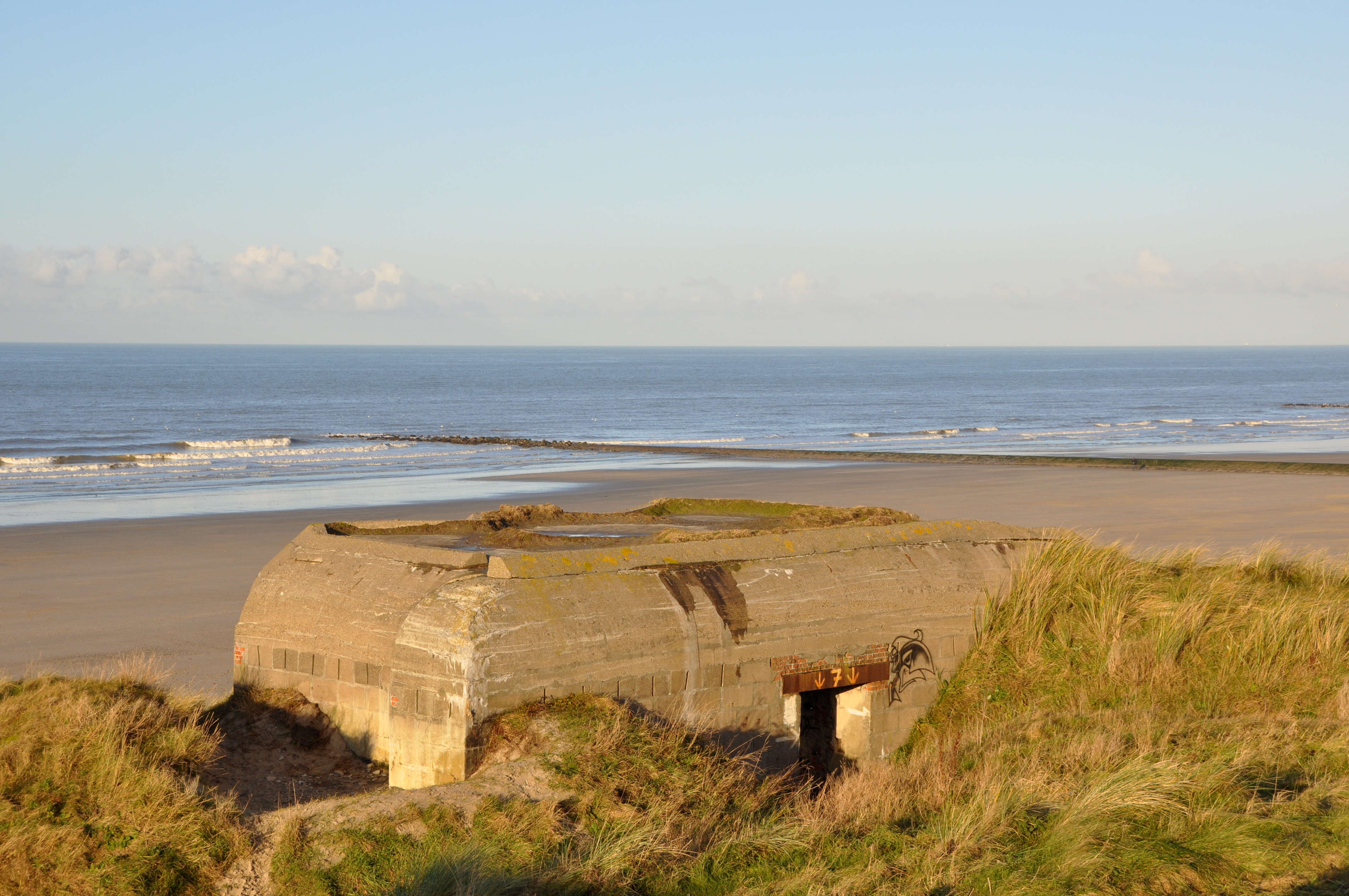
Un bunker édifié pendant la Seconde Guerre mondiale, près d'Ostende.

L'île fictive de Pulau-Pulau Bompa comporte plusieurs témoignages d'un passé militaire : épaves de navires sur la plage et vieux bunkers japonais. Par la situation de l'île, ces vestiges résultent probablement de l'occupation de la région par les Japonais et des conflits que ceux-ci mènent contre les Américains durant la Seconde Guerre mondiale, occupation qui prend fin avec l'indépendance de l'Indonésie, proclamée en 1945 et reconnue en 1949. Quant aux volontés d'indépendance des patriotes sondonésiens mises en avant dans le récit, elles pourraient faire écho à celles des habitants du Timor oriental, qui n'obtiennent leur autonomie qu'en 2002. Hergé vêt certains soldats de tenues traditionnelles d'Océanie, d'après des photographies.
Les bunkers sont dessinés d'après ceux édifiés par l'armée allemande en 1941 sur les côtes d'Ostende, en Belgique, près du fort Napoléon. Par l'entremise de son frère le major Paul Remi, Hergé obtient du Service historique de l'Armée de pouvoir accéder à ces bunkers : il envoie Bob de Moor réaliser des croquis dans ce site fermé de la Force navale,. Les décors des Studios Hergé reproduisent notamment en détail la forme particulière des fenêtres et les portes blindées. Le commodore Lurquin compte en échange sur le journal Tintin pour publier un article sur la Force navale.
La piste d'atterrissage de plaques en acier perforées de l'île de Pulau-Pulau Bompa étant trop courte, l'avion utilise un parachute de queue, dispositif que vient compléter une barrière d'arrêt sur la piste afin que l'appareil puisse se poser sans trop de dommages. Dans la réalité, ces mêmes barrières sont utilisées dans l'armée et notamment sur les porte-avions, pour la même raison.

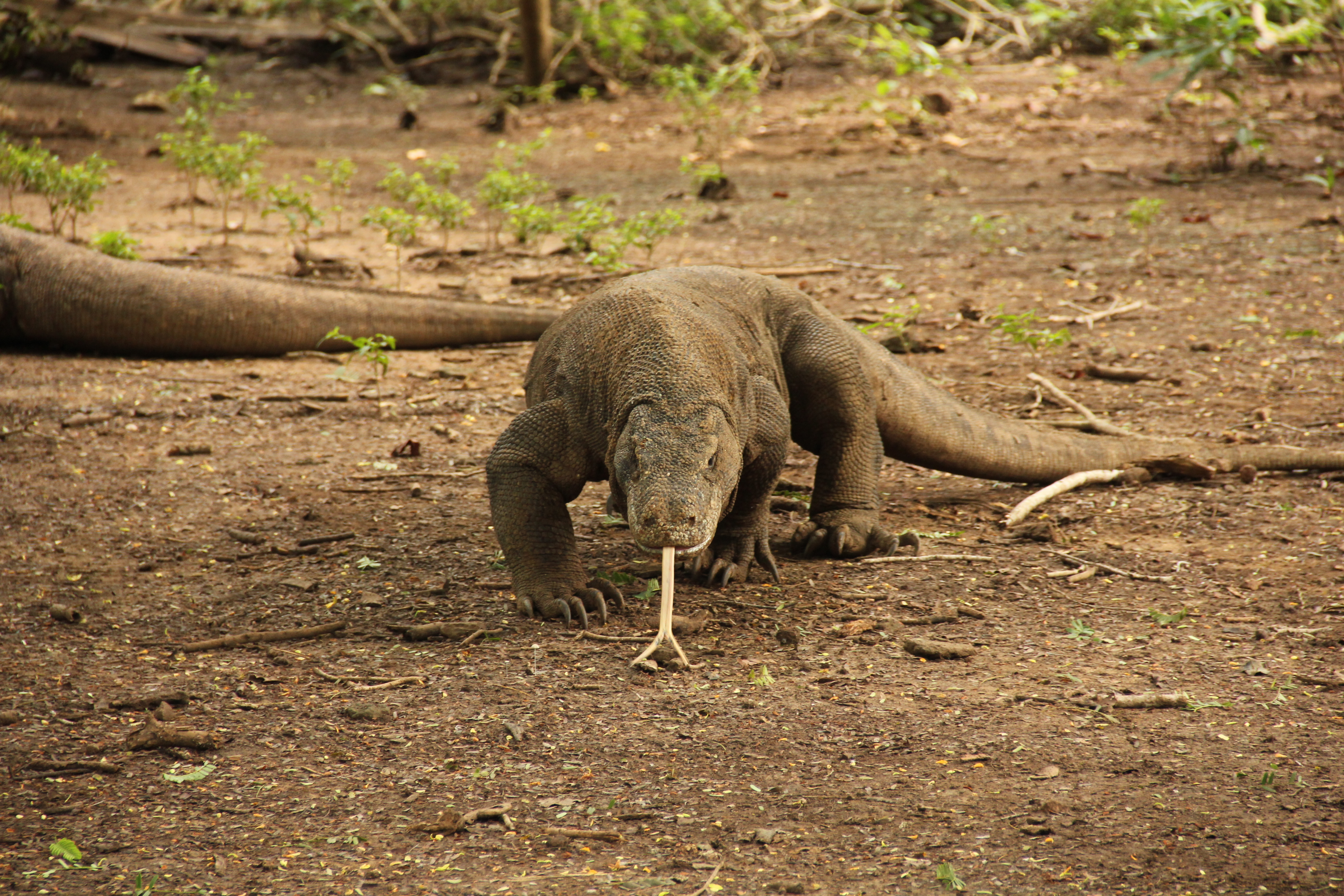
Varan dans le parc national de Komodo.

Le capitaine Haddock et Tintin croisent sur l'île un varan. Ce gros lézard carnivore de la famille des sauriens peut atteindre plus de trois mètres de longueur en Indonésie. Quant aux chauves-souris qui effraient le marin, ce sont certainement des roussettes de Malaisie, espèce frugivore. Elles sont plus impressionnantes que leurs cousines européennes et vivent à l'abri de la lumière.
La présence d'un temple extraterrestre sur l'île où Tintin est prisonnier se réfère à la théorie des anciens astronautes. Dans la grotte souterraine, Tintin et ses amis découvrent une gigantesque tête basculante qui peut évoquer celle d'un cosmonaute. Pour la dessiner, Hergé opère un « rapprochement hasardeux », selon les termes de Philippe Goddin. La tête s'inspire en partie de la photographie d'une tête colossale olmèque de San Lorenzo Tenochtitlan au Mexique, qui se trouve en couverture du Livre des secrets trahis de Robert Charroux, tandis que les traits de son visage reprennent ceux d'un tiki, une divinité de pierre découverte sur l'île d'Hiva Oa, aux îles Marquises, dont il avait conservé une photographie publiée dans la revue National Geographic. Une maquette en plâtre mobile de la tête basculante est réalisée pour faciliter le dessin du mouvement du mécanisme par les Studios Hergé.

Sources d'inspiration de la tête colossale dessinée par Hergé.
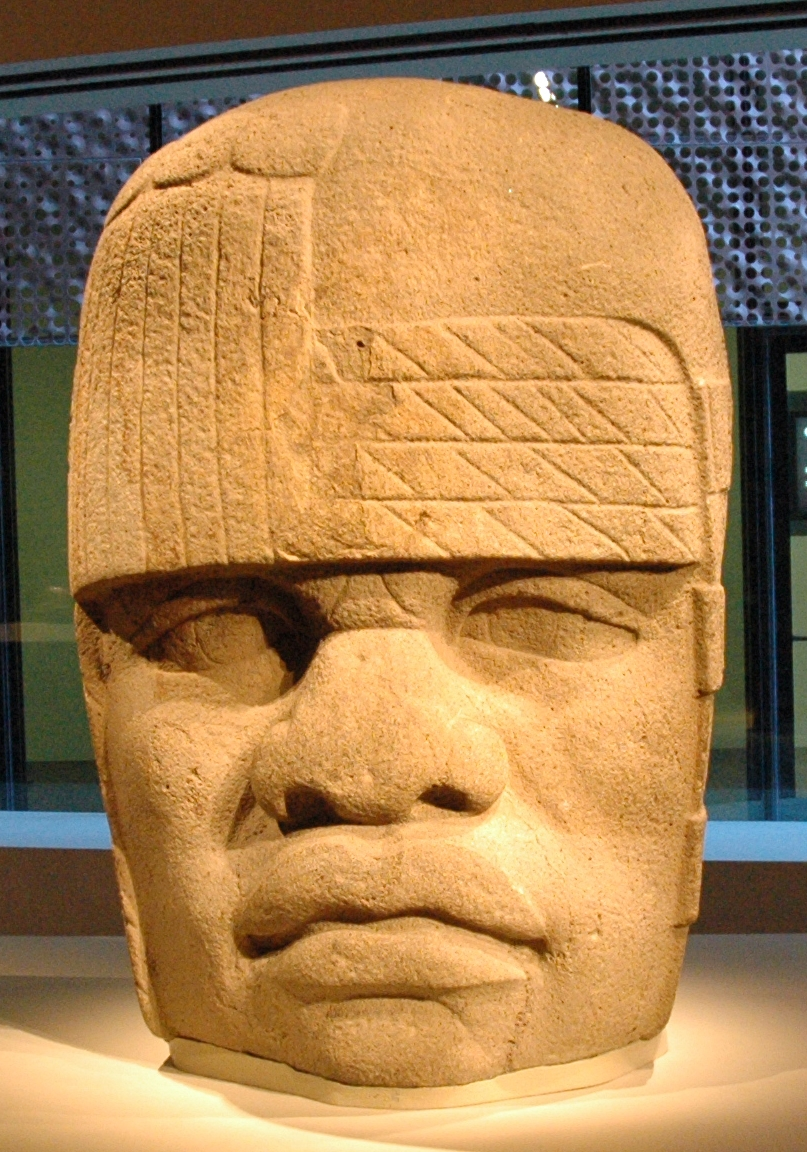
Tête colossale olmèque visible sur la couverture du Livre des secrets trahis.
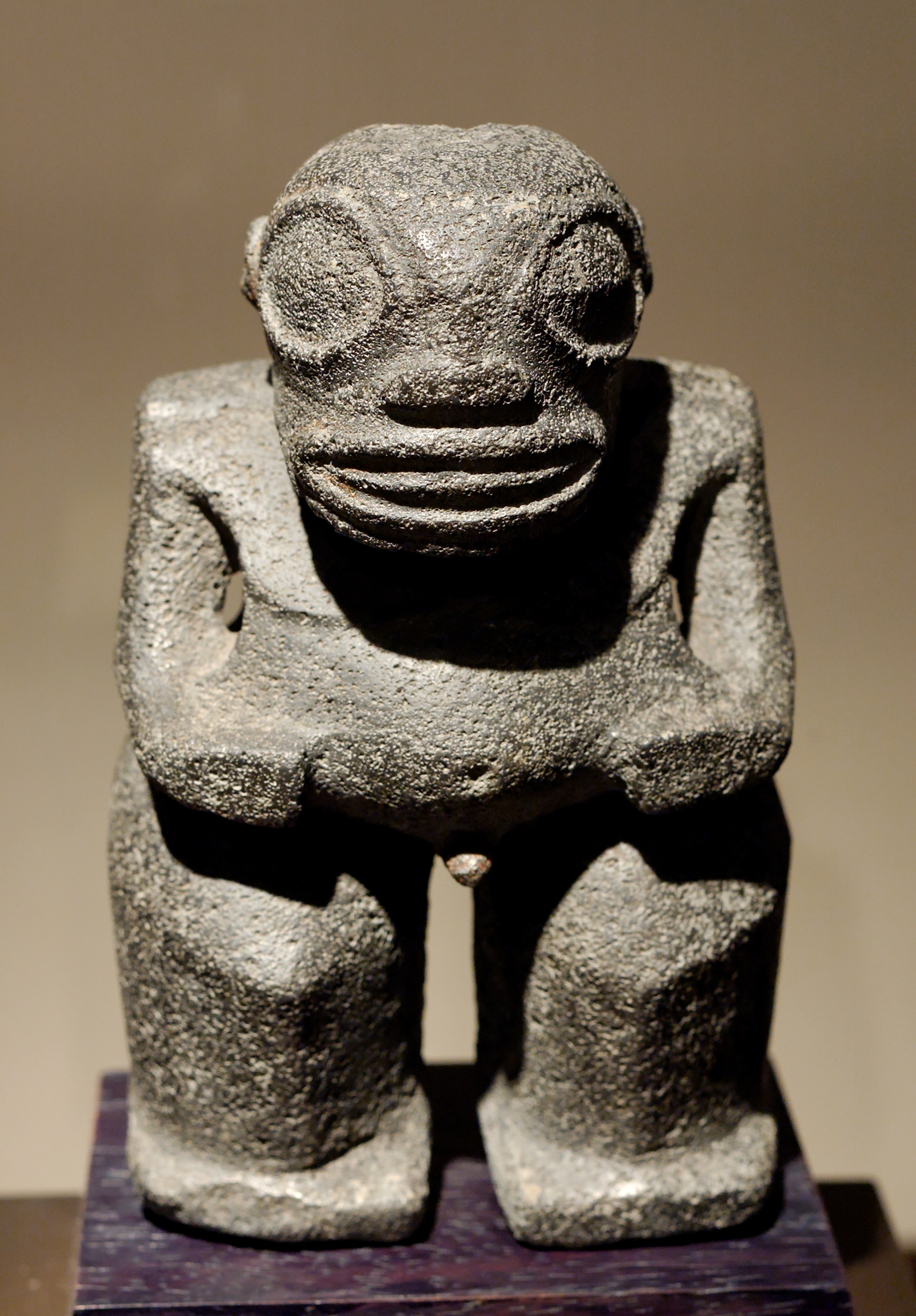
Tiki mâle conservé au musée du Louvre.
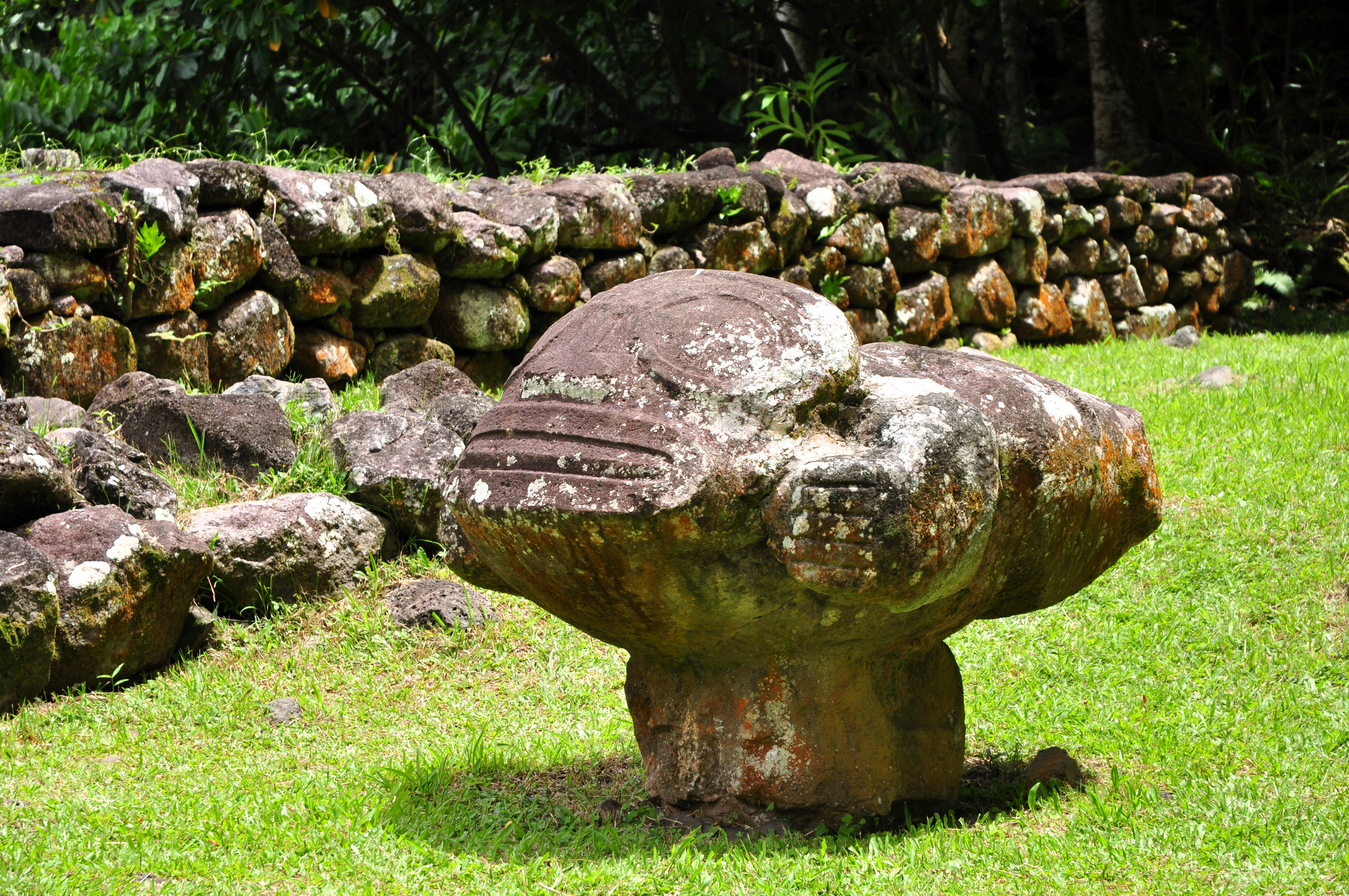
Le tiki Makiʻi Tauʻa Pepe à Hiva Oa, dont le visage aurait inspiré Hergé.

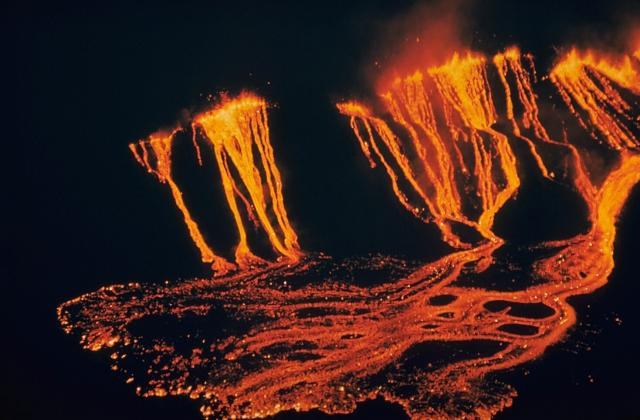
L'éruption détruisant l'île est notamment dépeinte d'après des images du volcan hawaïen Kīlauea.

À la fin de l'aventure, Hergé représente l'éruption volcanique d'après des photographies d'éruptions de l'Etna en Sicile et du Kīlauea à Hawaï, issues de son abondante documentation iconographique. Au cours de l'encrage des crayonnés, le dessinateur et ses assistants découvrent que le récit s'étale sur une planche de trop : Hergé est contraint de réduire cette scène finale de l'éruption pour supprimer ce débordement, alors qu'il comptait offrir plus de cases à cet instant afin de montrer une éruption bien plus spectaculaire.

## Publications

### Prépublication et parution en album

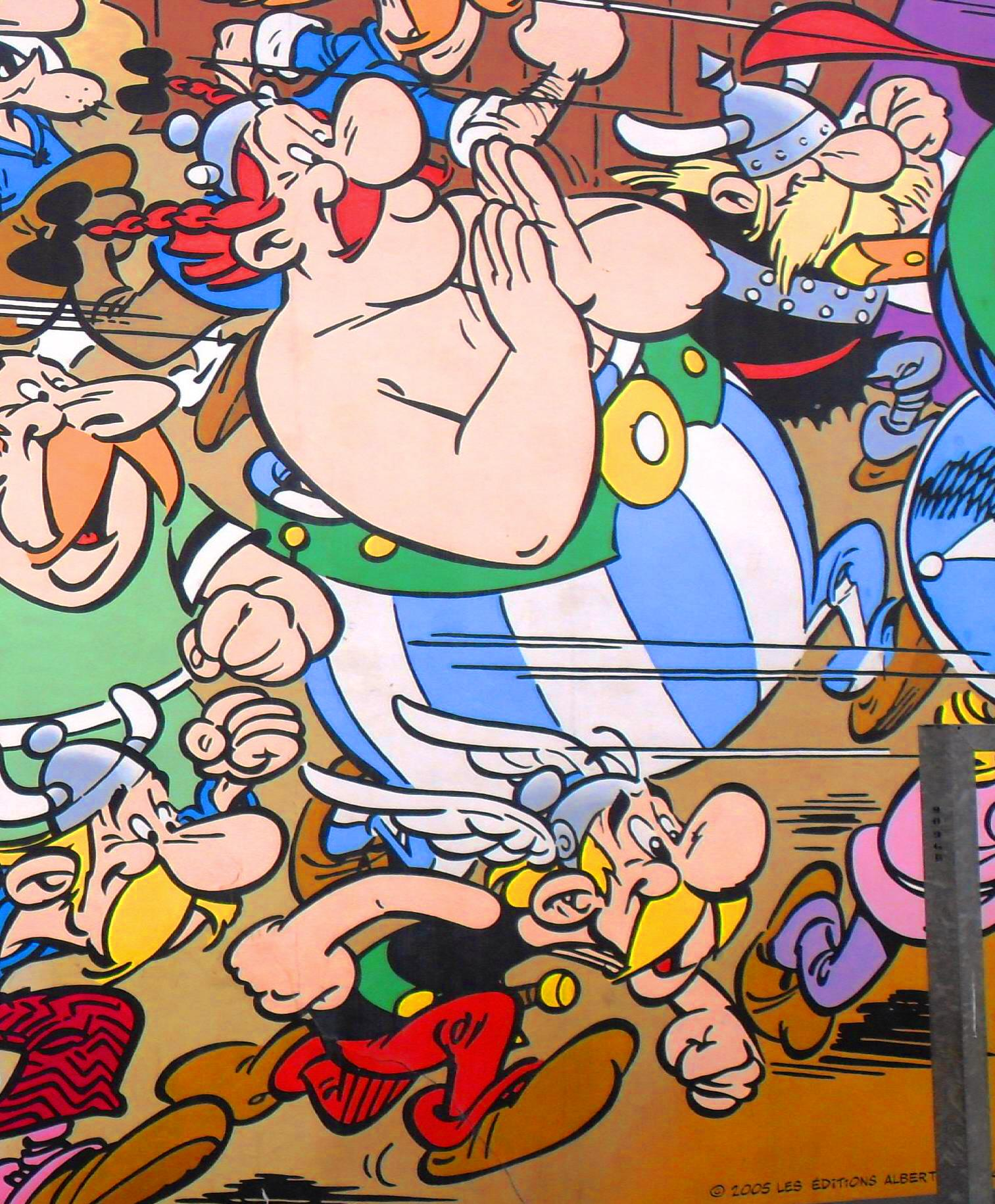
Au cours des années 1960, Astérix est devenu un rude concurrent de Tintin.

Vol 714 pour Sydney est pré-publié dans les pages du journal Tintin du 27 septembre 1966 au 28 novembre 1967, à raison d'une planche par semaine,. La première planche paraît d'ailleurs dans un numéro spécial marquant les vingt ans du journal, composé de 100 pages,. À cette occasion, la rédaction du périodique édite une carte promotionnelle de quatre pages qui contient la première planche du récit. Une exposition Tintin et 20 ans de bandes dessinées est organisée au palais provincial du Brabant à Bruxelles, en face du siège des éditions du Lombard.
La prépublication de Vol 714 pour Sydney comporte certaines particularités par rapport aux autres aventures de la série : aucune couverture du journal n'est consacrée à la publication de l'album et c'est la dernière fois que la version du périodique et celle de l'album bénéficient de colorisations séparées, car Tintin est encore imprimé en héliogravure alors que Casterman utilise l'impression en offset. Les différences entre les deux versions sont nombreuses mais minimes. Hergé procède à des modifications du décor en arrière-plan, ou d'accessoires comme la manière dont est nouée l'écharpe de Carreidas, et surtout à une réécriture des dialogues et des onomatopées.

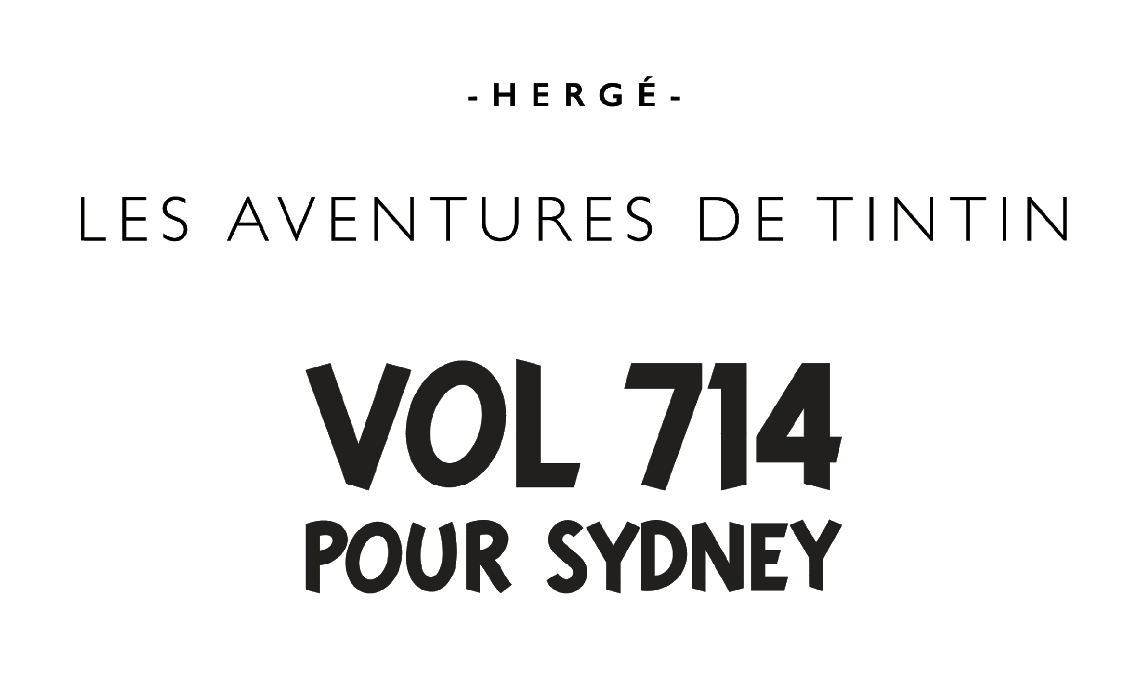
Titre sur la page de garde de l'album.

L'album paraît au printemps 1968. Casterman veut lancer une large promotion autour de l'album, après cinq ans d'absence de Tintin, et organise un grand cocktail promotionnel à Paris le 16 mai 1968. Les manifestations, grèves et révoltes de mai 68 perturbent lourdement le voyage d'Hergé en France et entravent la réussite de l'évènement. Finalement, alors que l'auteur s'inquiétait que le contexte affaiblisse les ventes, l'album est un succès de librairie, avec 500 000 exemplaires vendus en un semestre. Il établit un record par rapport aux sorties précédentes, néanmoins loin du succès du nouveau concurrent Astérix. Tandis que les aventures de Tintin se font de plus en plus sporadiques, son rival français apparaît dans deux histoires par an : l'année de parution de Vol 714 pour Sydney, Le Bouclier arverne se vend à un million d'exemplaire et Astérix aux Jeux olympiques à 1,2 million.
Alors que l'album est déjà paru, Hergé en émet rapidement une deuxième version, modifiant quelques dialogues, dont, à la page 42, une question de Haddock à Tintin dans le souterrain, qui passe de « Allez-vous enfin me dire où vous nous menez comme ça, mille millions de sabords ?!… » à « Allez-vous me dire dans quelle caverne de brigands nous sommes ici, mille millions de sabords ?!… ». L'éphémère première version, devenue rare, est recherchée par les collectionneurs et affiche désormais un prix élevé.

### Autres publications et traductions

#### Dans la presse francophone
Comme d'autres aventures de la série, Vol 714 pour Sydney paraît en Suisse dans L'Écho illustré, à raison d'une planche hebdomadaire en noir et blanc, du 15 octobre 1966 au 16 décembre 1967. En France, de nombreux périodiques de toute nature diffusent les histoires d'Hergé de la fin des années 1960 au début des années 1980. C'est ainsi que Vol 714 pour Sydney paraît dans Agri Sept, un hebdomadaire consacré au monde agricole, mais également dans plusieurs titres de la presse quotidienne régionale comme Le Dauphiné libéré, Dernières Nouvelles d'Alsace, L'Est républicain, Le Maine Libre, Le Méridional, Nord Éclair ou encore L'Yonne républicaine. En Belgique, l'aventure est diffusée dans le quotidien La Cité et l'hebdomadaire Junior (Chez nous).

#### Dans la presse étrangère
Vol 714 pour Sydney bénéficie également de traductions dans les différentes versions de l'hebdomadaire Tintin à l'étranger. Au Portugal, elle est éditée par Livraria Bertrand et Editorial Ibis, et le journal publie l'aventure du 1er juin au 23 novembre 1968. Vol 714 pour Sydney est par ailleurs la seule aventure de Tintin diffusée dans la version brésilienne du magazine, publiée par ces mêmes éditeurs. L'hebdomadaire O Estado de S. Paulo propose lui aussi l'aventure à compter du 27 juillet 1969. L'éditeur Zendrera, qui diffuse la version espagnole du journal, la relaie du 2 octobre 1968 au 15 janvier 1969,, tandis qu'en Grèce, Vol 714 pour Sydney bénéficie d'une diffusion dans huit numéros de Tenten en 1969, puis dans la version miniature du magazine l'année suivante.

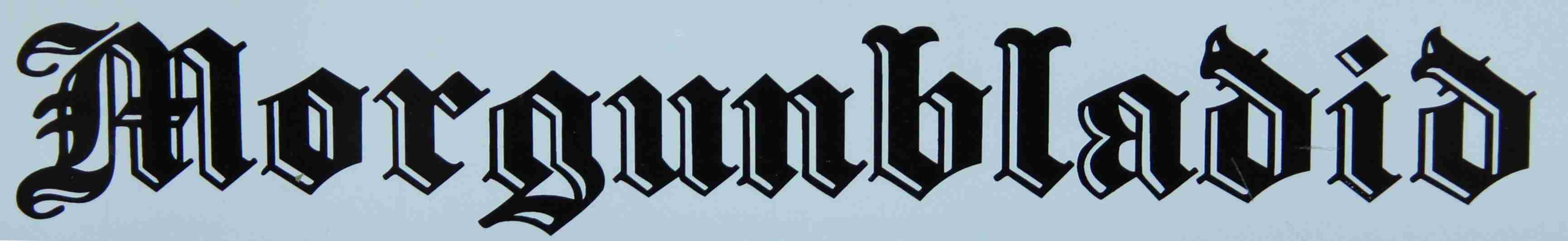
Vol 714 pour Sydney est la première aventure de Tintin publiée en Islande, par le quotidien Morgunblaðið.

L'aventure est également sérialisée dans plusieurs titres de presse sur les différents continents. En Belgique, l'hebdomadaire belge néerlandophone Ons Volkske en publie une traduction sous le titre Vlucht 714 naar Sydney qui est ensuite reprise aux Pays-Bas dans l'hebdomadaire Katholieke Illustratie du 27 janvier au 17 août 1968. En Allemagne, le récit paraît dans le quotidien Hamburger Abendblatt du 7 février au 19 décembre 1970, mais elle est également reprise en 1975 dans Zack et en 1978 dans Fix und Foxi. En Italie, c'est l'hebdomadaire Vitt qui obtient les droits de diffusion du récit, publié du 21 novembre 1968 au 20 février 1969,. L'aventure paraît également dans plusieurs quotidiens danois, irlandais, suédois et turcs. Elle est également la première aventure de Tintin diffusée dans le quotidien islandais Morgunblaðið entre le 3 janvier et le 28 octobre 1975.
Aux États-Unis, la revue mensuelle Children's Digest la diffuse de janvier à décembre 1970 d'après la traduction opérée par l'éditeur britannique Methuen. En Égypte, le mensuel Samir, édité par la société Dar-Hilal, en assure l'une des premières diffusions à l'étranger entre le 22 octobre 1967 et le 19 mai 1968. En Australie, le quotidien The Canberra Times s'en charge du 4 mars au 25 juillet 1969, mais le récit est également diffusé dans la revue thaïlandaise Viratham du 9 avril 1970 au 31 janvier 1971 et la revue argentine Billiken du 23 octobre 1972 au 18 juin 1973 sous le titre Raptados en la Isla. Une autre parution a lieu dans ce pays au sein du magazine Anteojito, cette fois sous le titre Vuelo 714 para Sydney, entre le 22 octobre 1987 et le 17 mars 1988,.

#### Traductions de l'album
Dès sa publication chez Casterman en 1968, l'album est traduit en anglais et édité au Royaume-Uni par Methuen, puis en Espagne l'année suivante aux éditions Juventud. L'album bénéficie de traductions dans d'autres langues étrangères (bengali en 1996 et vietnamien en 2014) ou régionales (basque en 1990, bernois en 1968, breton en 2003, catalan en 1987 et créole réunionnais en 2008).

## Analyse

### Place de l'album dans la série

#### Une aventure inutile?

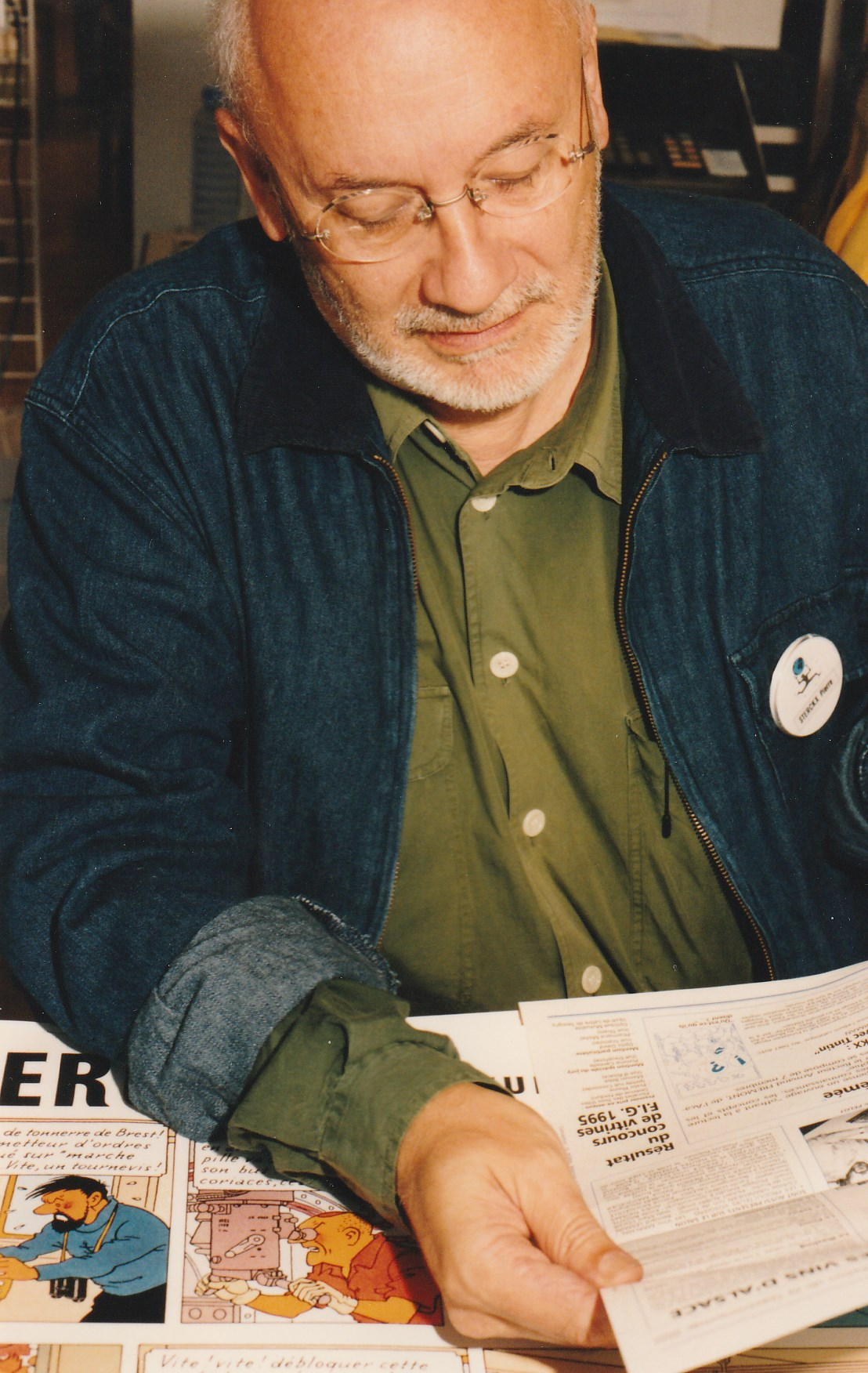
Pierre Sterckx, pour qui l'album peut se lire comme une plongée dans le passé des personnages.

De nombreux spécialistes de l'œuvre d'Hergé portent un jugement négatif sur Vol 714 pour Sydney, en particulier Pierre Assouline qui le considère comme « un album de trop », Jean-Marie Apostolidès qui le qualifie « d'aventure inutile » ou Michael Farr qui affirme que l'auteur manque de subtilité tant dans la qualité du récit que celle du dessin. Pour Pierre Assouline, « il y a si peu à dire sur cette histoire, si conventionnelle dans sa dramaturgie, si prévisible dans son comique, si peu audacieuse dans son avancée vers la science-fiction, que les amateurs se rabattront plus que jamais sur ses sources ».
L'album est cependant défendu par Bertrand Portevin dans son ouvrage Le monde inconnu d'Hergé, et par l'universitaire Maxime Prévost, qui considère cet album comme l'un des plus fascinants de la série et se demande si ses détracteurs « ne se recrutent pas principalement parmi les lecteurs qui n'ont pas eu la chance de le découvrir pendant l'enfance ». Après l'aventure intime et intérieure que constitue Tintin au Tibet et « l'anti-aventure » des Bijoux de la Castafiore, Hergé, selon ses propres termes, fait son retour à « l'Aventure avec un grand A ».
Pierre Sterckx, critique d'art et ami de Hergé, lit cette aventure comme « une plongée dans le passé » qui permet au dessinateur d'explorer « l'intériorité psychologique et le passé coupable » de certains personnages, mais également de découvrir les vestiges d'une civilisation disparue. Il note d'ailleurs que « cette histoire concernée par la mémoire personnelle de ses héros se termine par une amnésie générale ». Vol 714 pour Sydney est, avec L'Étoile mystérieuse, Objectif Lune, On a marché sur la Lune et L'Affaire Tournesol l'un des seuls albums de Tintin qui relèvent de la science-fiction, et pour le tintinophile suisse Jean Rime, l'évocation des extraterrestres apparaît comme une « situation incongrue qui outrepasse les limites du réalisme souvent crédité à l'univers d'Hergé, mais qui se comprend corrélativement à la vogue contemporaine de la revue Planète dont Hergé connaissait plusieurs rédacteurs ».
Vol 714 pour Sydney se distingue des autres aventures par la courte durée de son action qui, excepté l'intervention télévisée des héros dans les dernières pages, se déroule sur environ 24 heures.

#### Graphisme en déclin

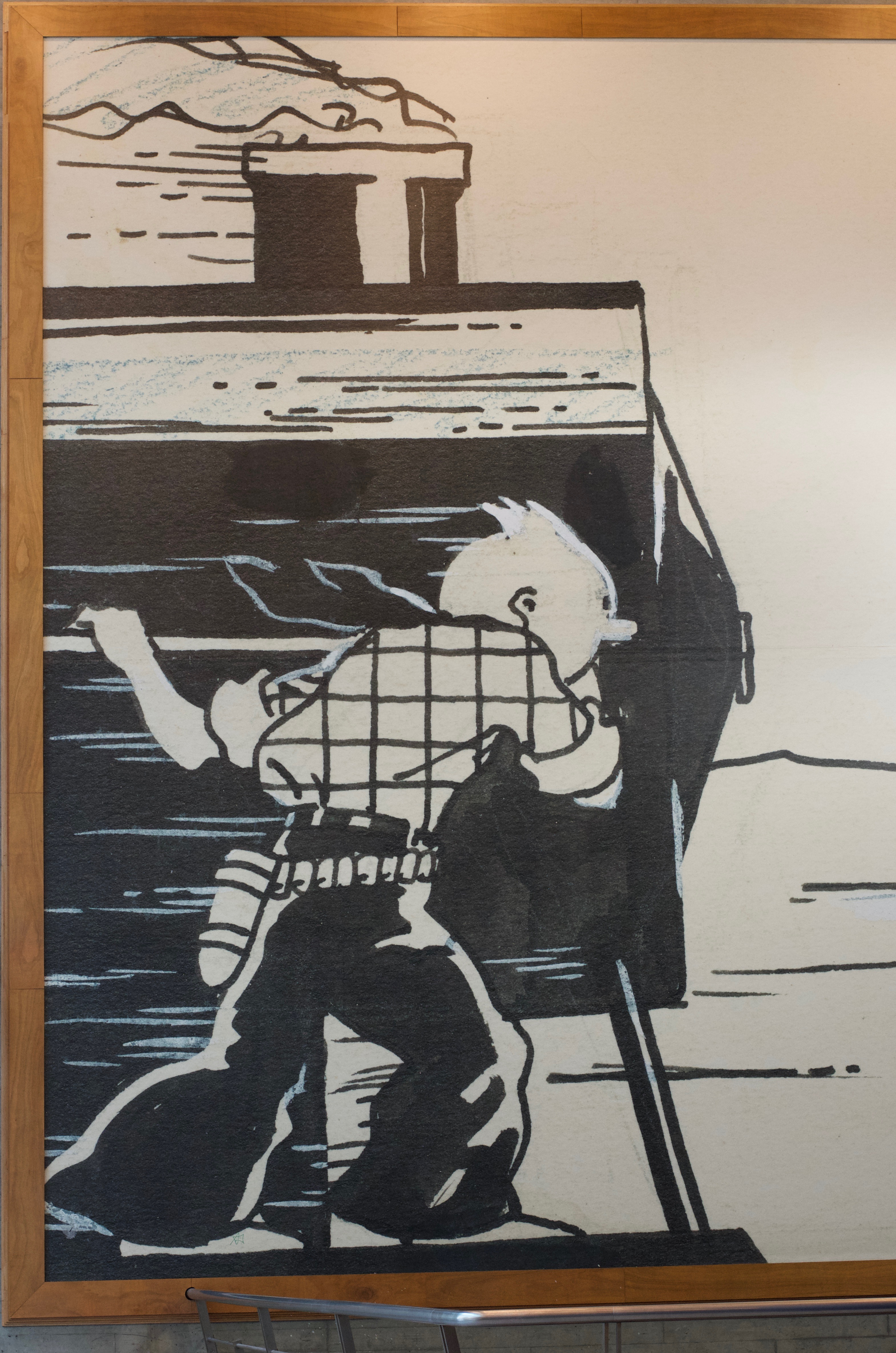
Une case de Tintin en Amérique reflétant tout l'art graphique initial d'Hergé, dans les années 1930.

Philippe Goddin salue la qualité des décors mais reproche à Hergé « les grimaces forcées dont il afflige volontiers ses personnages ainsi que l'utilisation, inhabituelle, de gros plans, particulièrement lors de la reprise du gag du sparadrap ». Pierre Fresnault-Deruelle estime que l'équilibre entre la ligne et la couleur qui faisait la particularité du dessinateur est rompu dans cette aventure. Il pointe en particulier la chemise rose de Rastapopoulos et affirme que « pour la première fois chez Hergé, la couleur d'un vêtement jure ». Jean-Luc Marion critique pour sa part le graphisme grimaçant des visages, notamment celui de Tintin qui « trahit une évolution décadente de la ligne hergéenne ». Sylvain Bouyer explique que, dans les derniers albums, le dessin a « perdu toute nervosité. La forme s'écarquille à partir des Bijoux. Le trait devient plus mou, il englobe plus de vide. Hergé affectionne les gros plans. Il dessine moins souvent les personnages en pied ; il s'intéresse aux grosses têtes, freinant la course du récit ». Michael Farr relève des « excès » artistiques, absents des précédents albums, qu'il attribue à l'emprise grandissante des assistants des Studios Hergé dans le dessin de chaque case.
Vol 714 pour Sydney comporte tout de même un certain nombre de réussites sur le plan graphique. Quand Allan Thompson s'amuse à enfoncer un chapeau sur la tête du capitaine Haddock qui, les mains liées, ne peut se défendre, Hergé innove pour signifier l'aveuglement soudain de ce dernier : il introduit, au sein d'une bulle entièrement noire censée traduire la « nuit mentale » du capitaine, deux traits d'exclamation rouge dont les points représentent ses yeux abasourdis. Selon Pierre Fresnault-Deruelle, il s'agit là d'un « admirable précipité idéogrammatique ». Le biographe Harry Thompson (en) juge Hergé « au sommet de sa forme », estimant qu'« artistiquement, l'album est sa plus grande réussite », faisant preuve d'une « ingéniosité cinématographique dans la composition », notamment dans les scènes du temple souterrain et lors de l'éruption volcanique. En outre, Philippe Goddin reconnaît une intéressante recherche sur les couleurs à la fin de l'album : l'obscurité du souterrain est rendue par des aplats d'encre de chine et des couleurs glauques allant du verdâtre au gris puis ce décor apparaît d'une toute autre manière lorsque la lave incandescente illumine les cases d'une couleur rouge flamboyante,.

#### Références aux autres albums

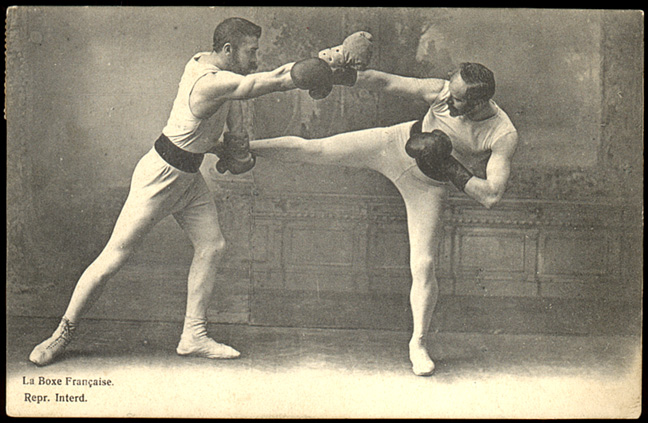
Tireurs de savate, sport que le professeur Tournesol dit avoir pratiqué dans sa jeunesse.

#### Déconstruction du monde de Tintin

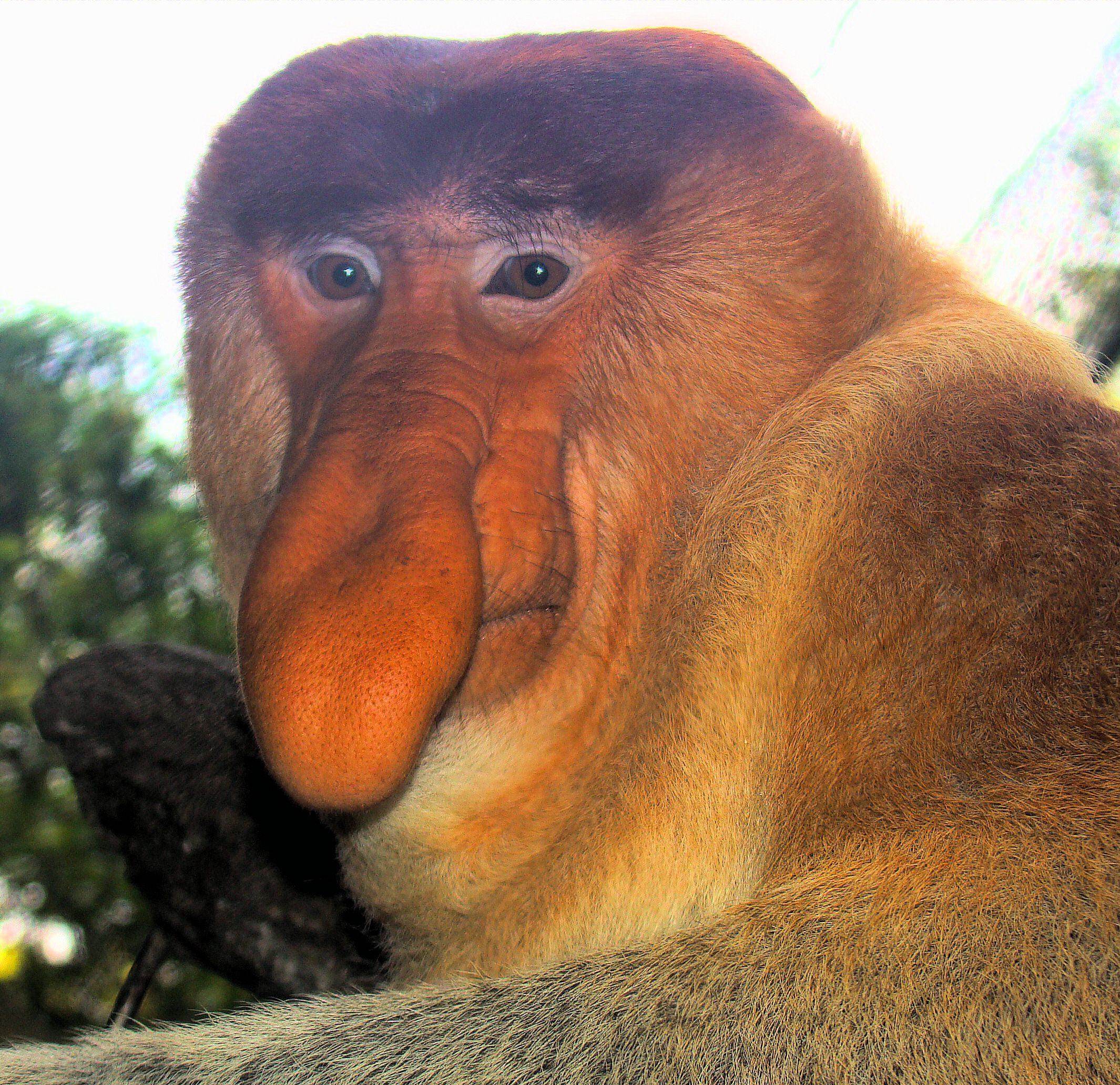
Un singe nasique, par sa ressemblance avec Rastapopoulos, participe à la ridiculisation du méchant.

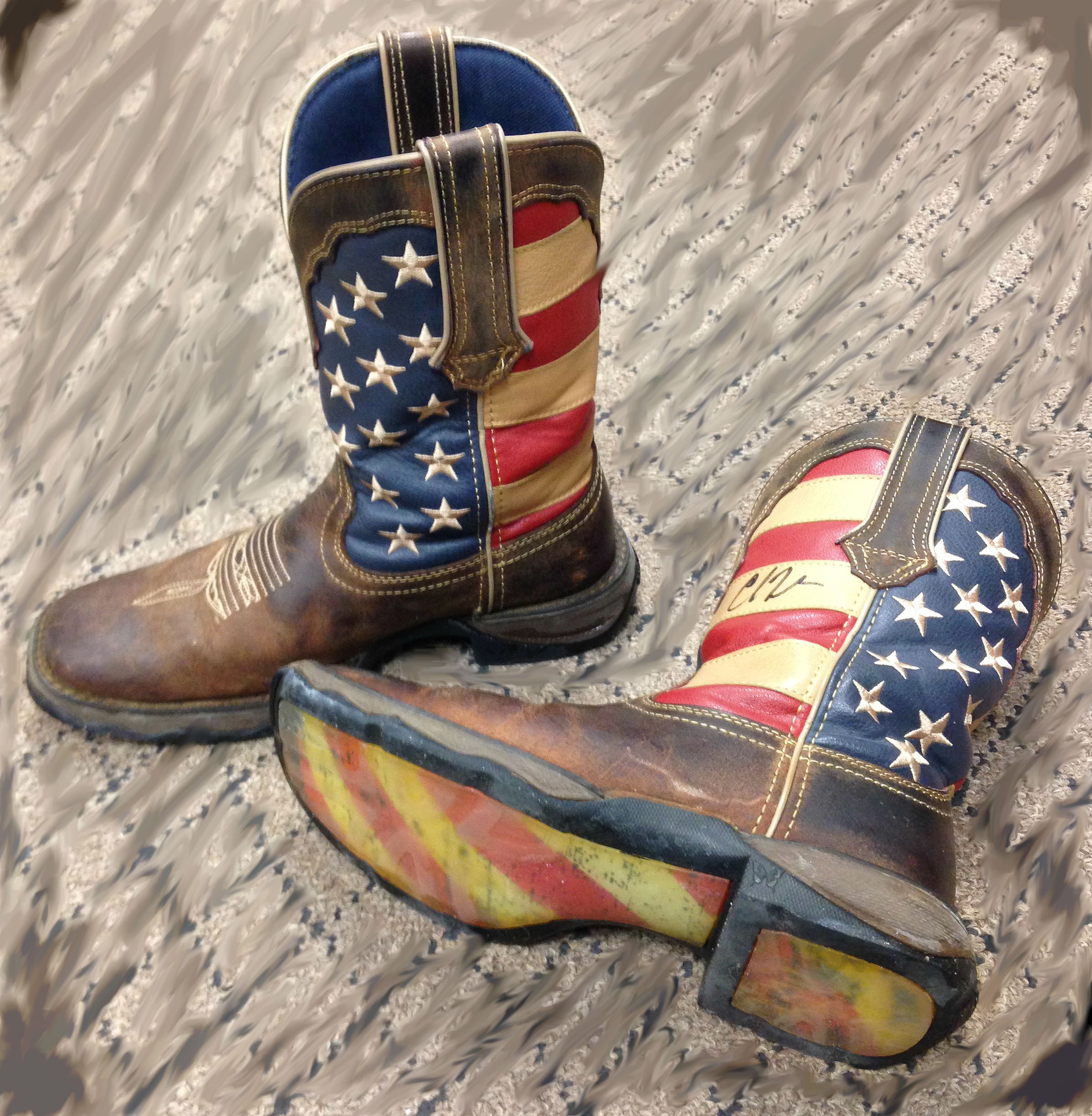
Les santiags à motif, un élément du costume de Rastapopoulos.

#### Thèmes et procédés narratifs récurrents

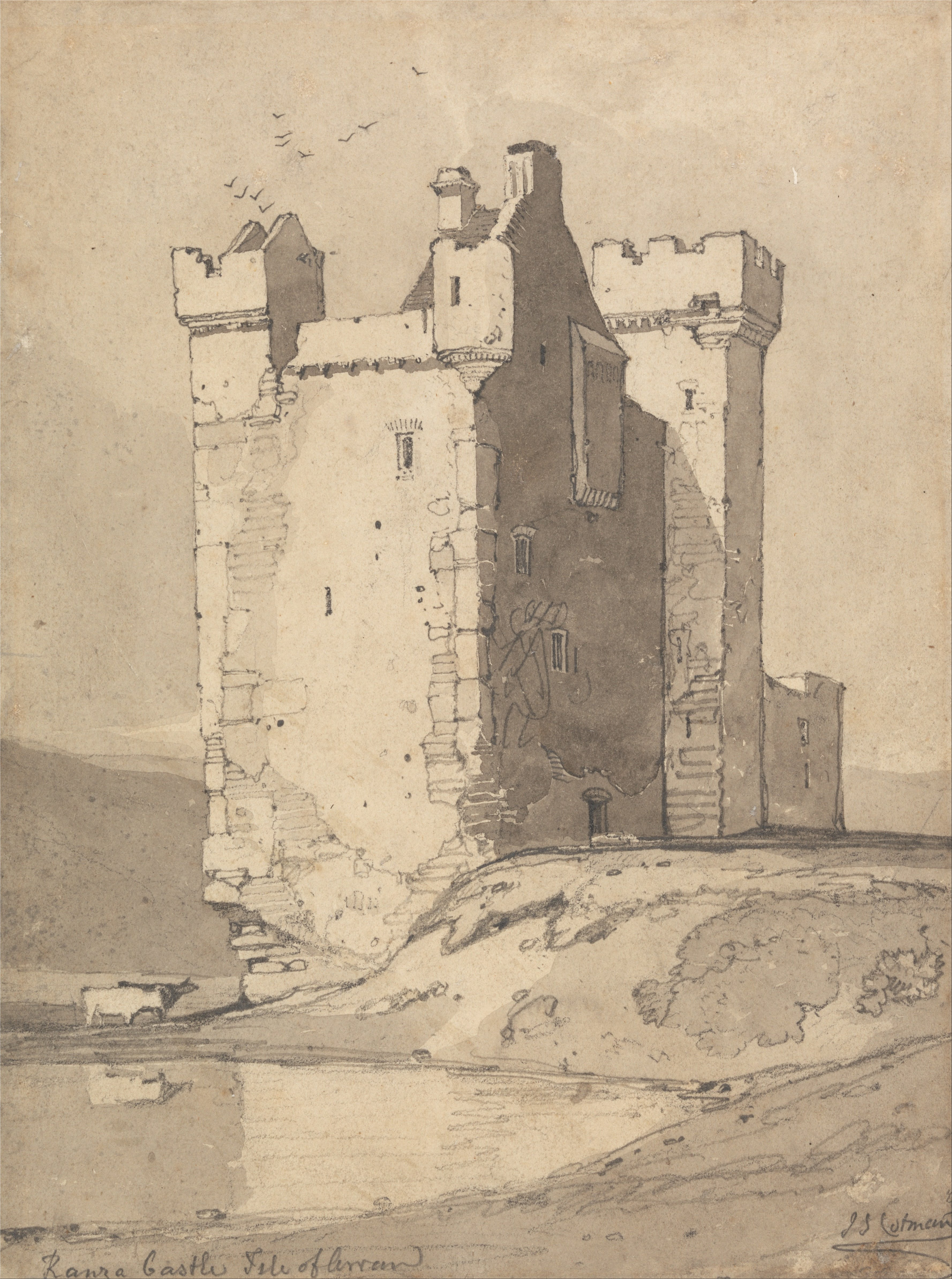
Le château de Lochranza, l'une des inspirations de L'Île Noire. Les îles sont des décors réguliers des Aventures de Tintin.

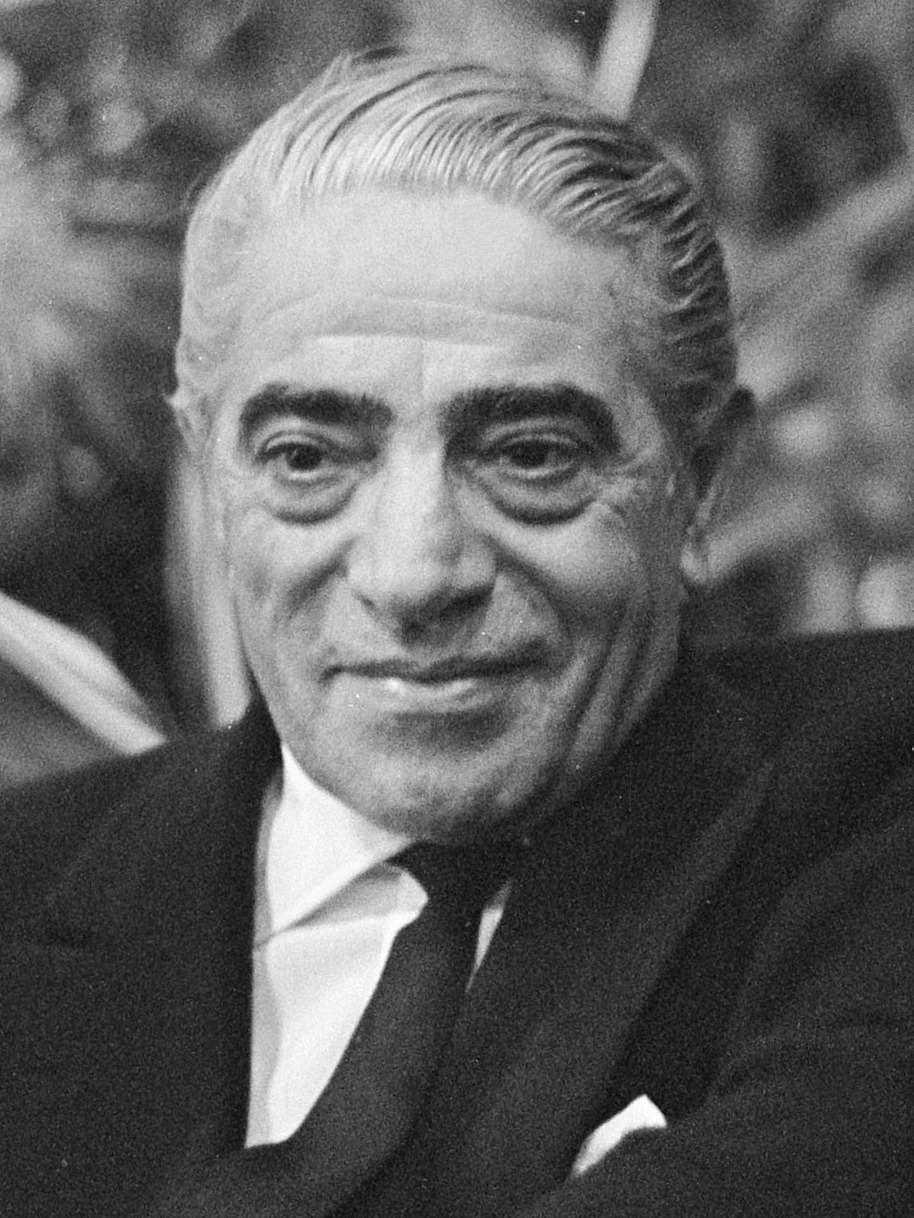
L'homme d'affaires Aristote Onassis, cité dans l'album, en 1967.

#### Le paranormal au cœur de l'intrigue

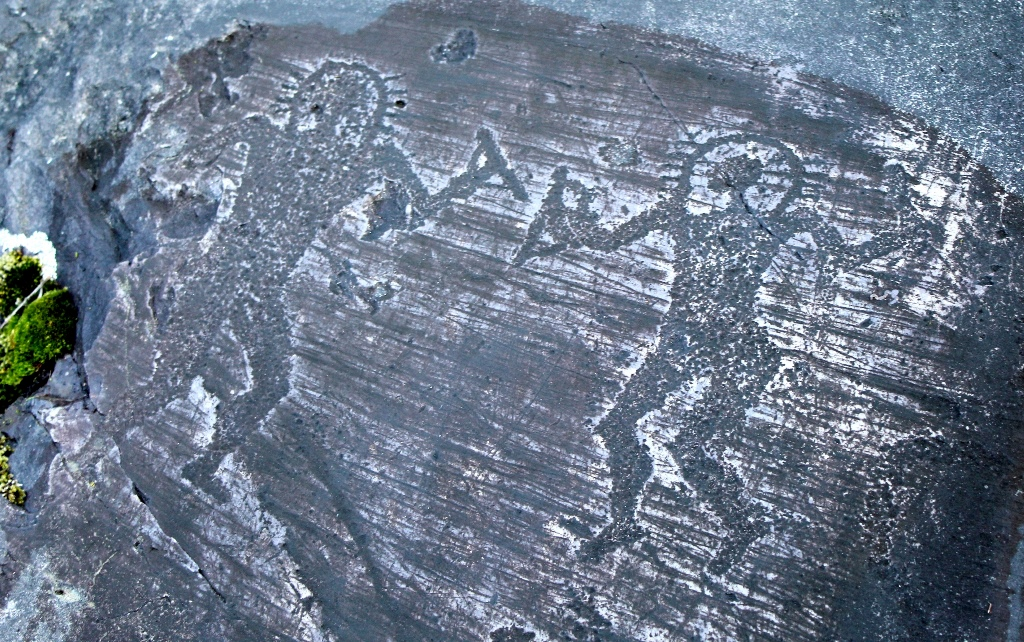
Peintures du Val Camonica (Italie, av. J.-C.) figurant des divinités, ou des figures mythologiques, interprétées comme visiteurs extraterrestres avec leurs casques par les tenants de la théorie des anciens astronautes.

#### Rédemption politique de l'auteur et des personnages dans une perspective intemporelle

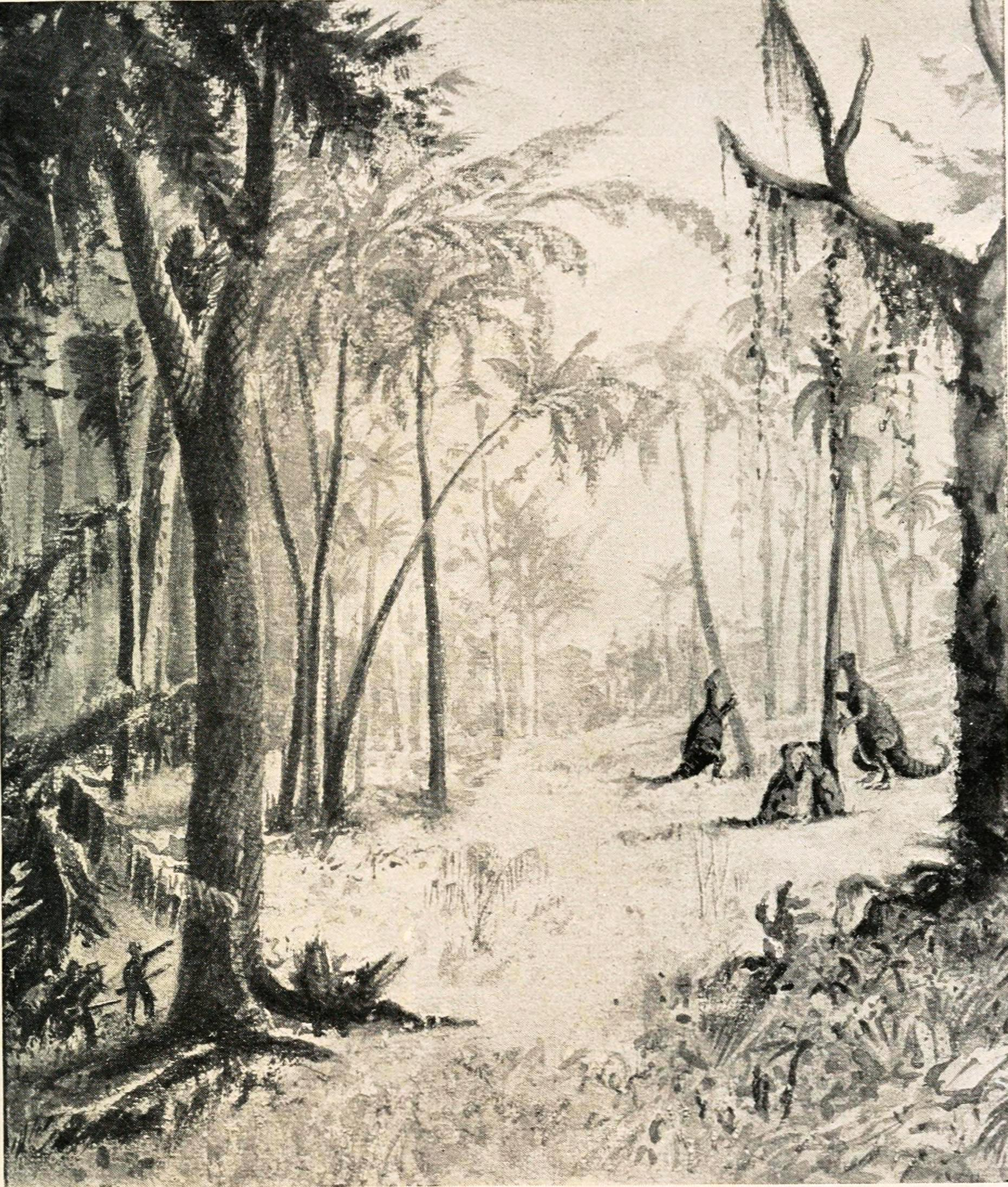
L'universitaire Maxime Prévost souligne l'étrangeté du passage du temps sur l'île de Pulau-Pulau Bompa, rapprochant l'endroit du Monde perdu d'Arthur Conan Doyle.

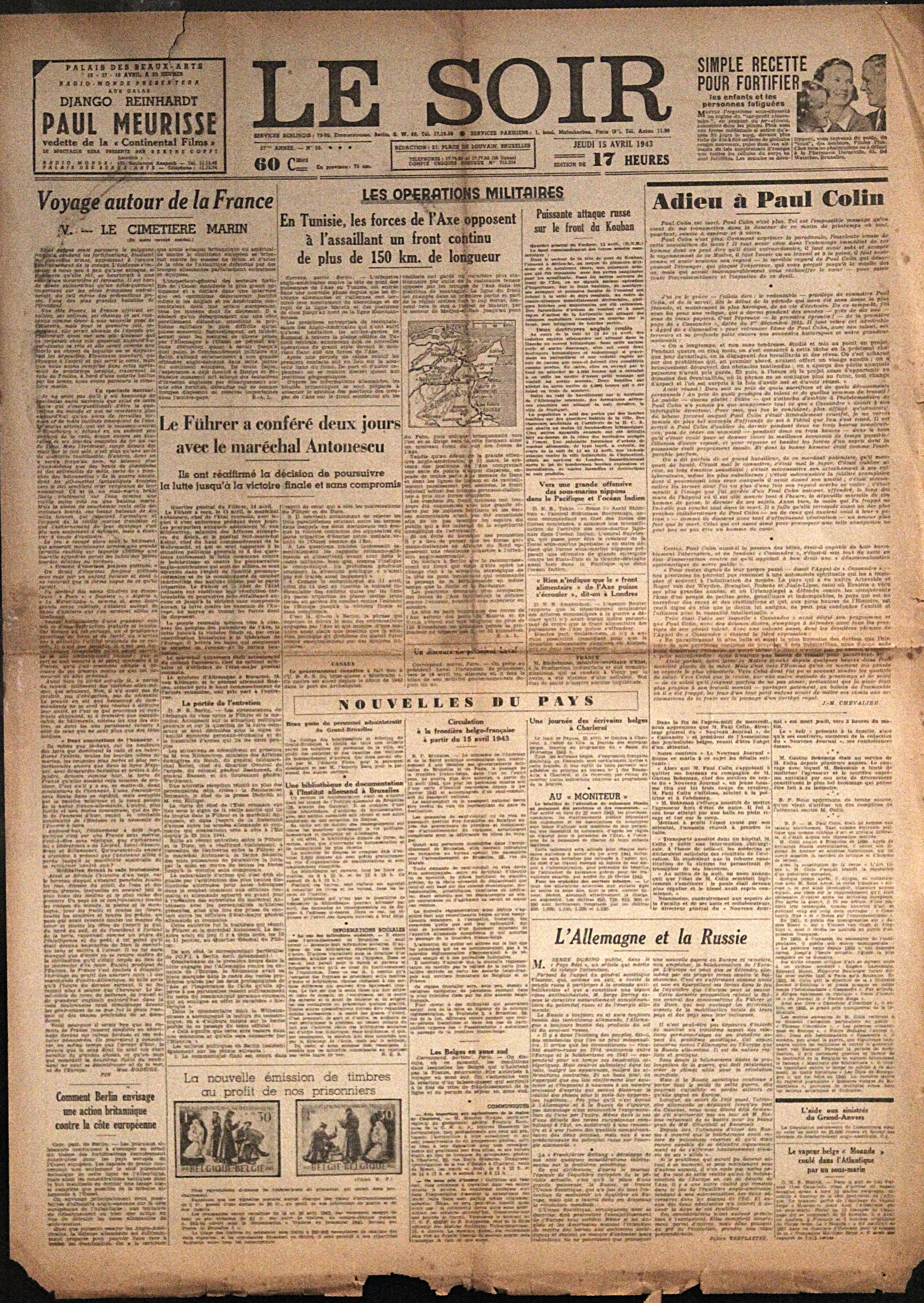
L'aura d'Hergé reste entachée par la publication de ses histoires dans Le Soir « volé » durant l'Occupation. L'univers de Planète séduit les « inciviques » comme lui, dont certains de ses amis.

#### Le juste, le pardon et l'oubli

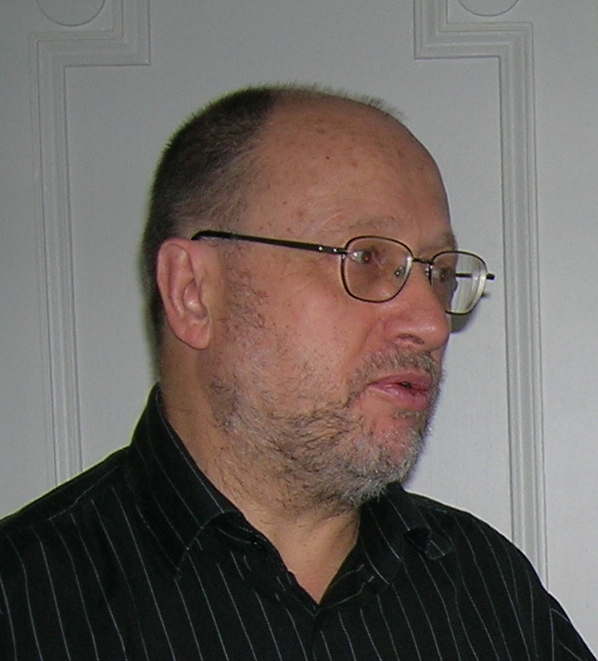
L'universitaire Jean-Marie Apostolidès relève chez Hergé la récurrence du juste impliqué contre son gré dans une entreprise mauvaise.

#### La question du mal

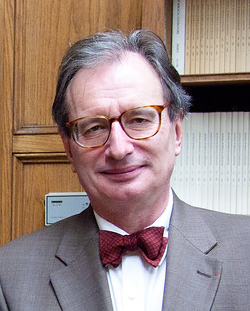
Le philosophe Jean-Luc Marion salue la confrontation de Rastapopoulos et Laszlo Carreidas, deux crapules à travers qui Hergé aborde la question du mal.